# Österreich 2019
Dieser Artikel listet Ereignisse des Jahres 2019 in Österreich auf.

## Allgemein
- 07. Jänner: Der Chemiker Nuno Maulide wird vom Klub der Bildungs- und Wissenschaftsjournalisten als österreichischer Wissenschafter des Jahres 2018 ausgezeichnet.
- 28. Februar: 63. Wiener Opernball
- 14. bis 23. März: Nextcomic-Festival Linz
- 30. März: Eröffnung der Niederösterreichischen Landesausstellung 2019
- 09. April: Österreichischer Country Overshoot Day[1][2]
- 08. Mai: Das Fest der Freude findet zum siebenten Mal am Wiener Heldenplatz statt.

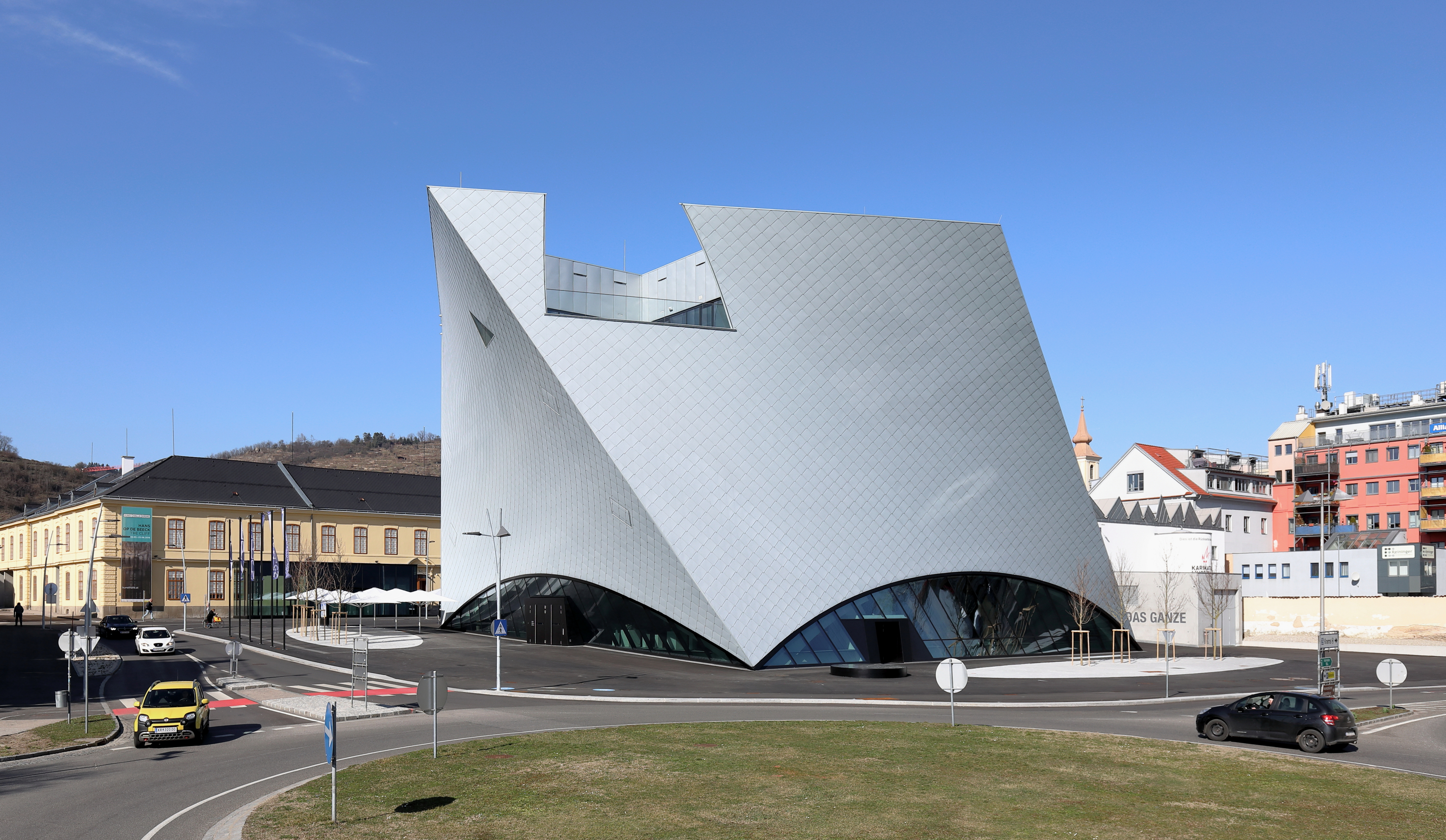
Neue Landesgalerie Niederösterreich

- 24. Mai: 15. Lange Nacht der Kirchen
- 25./26. Mai: Eröffnung der neuen Landesgalerie Niederösterreich in Krems an der Donau
- 28. Mai: Austrian World Summit der R20 Regions of Climate Action in der Wiener Hofburg und Climate Kirtag am Heldenplatz mit Greta Thunberg und Arnold Schwarzenegger[3]
- 08. Juni: 26. Life Ball
- 13. bis 15. Juni: Europa-Forum Wachau
- 15. Juni: 24. Regenbogenparade
- 17. Juni: Der Historiker Philipp Ther und der Mikrobiologe Michael Wagner werden mit dem mit je 1,5 Millionen Euro dotierten Wittgenstein-Preis ausgezeichnet.[4][5]
- 26. bis 30. Juni: Ingeborg-Bachmann-Preis 2019 in Klagenfurt
- 14. bis 30. August: Europäisches Forum Alpbach

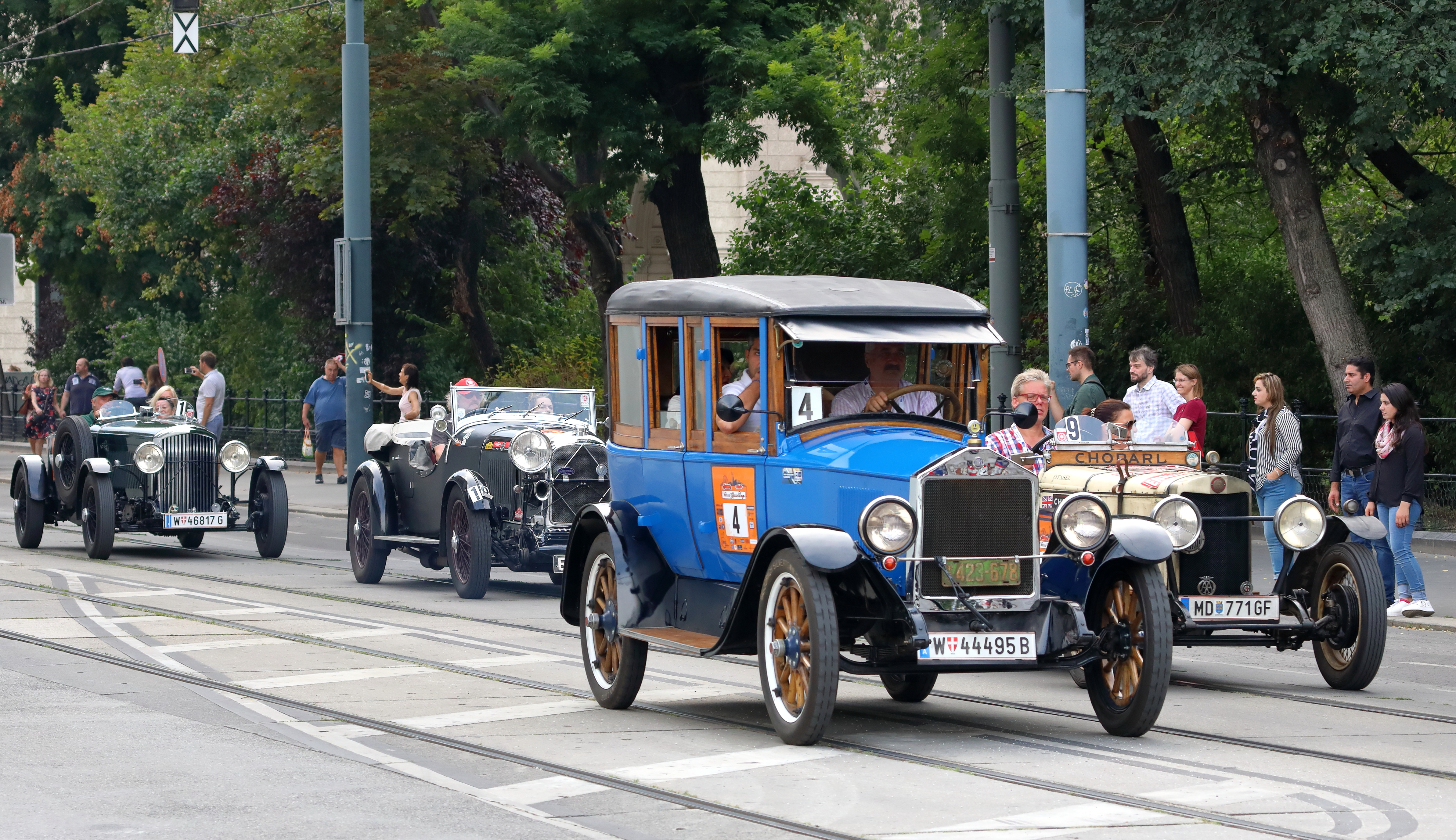
Vienna Classic Days

- 23. und 24. August: Vienna Classic Days
- September: Die Tageszeitung Die Presse veröffentlicht zum sechsten Mal eine Liste der einflussreichsten Ökonomen des Jahres.
- 06. und 7. September: Flugshow AirPower in Zeltweg[6]

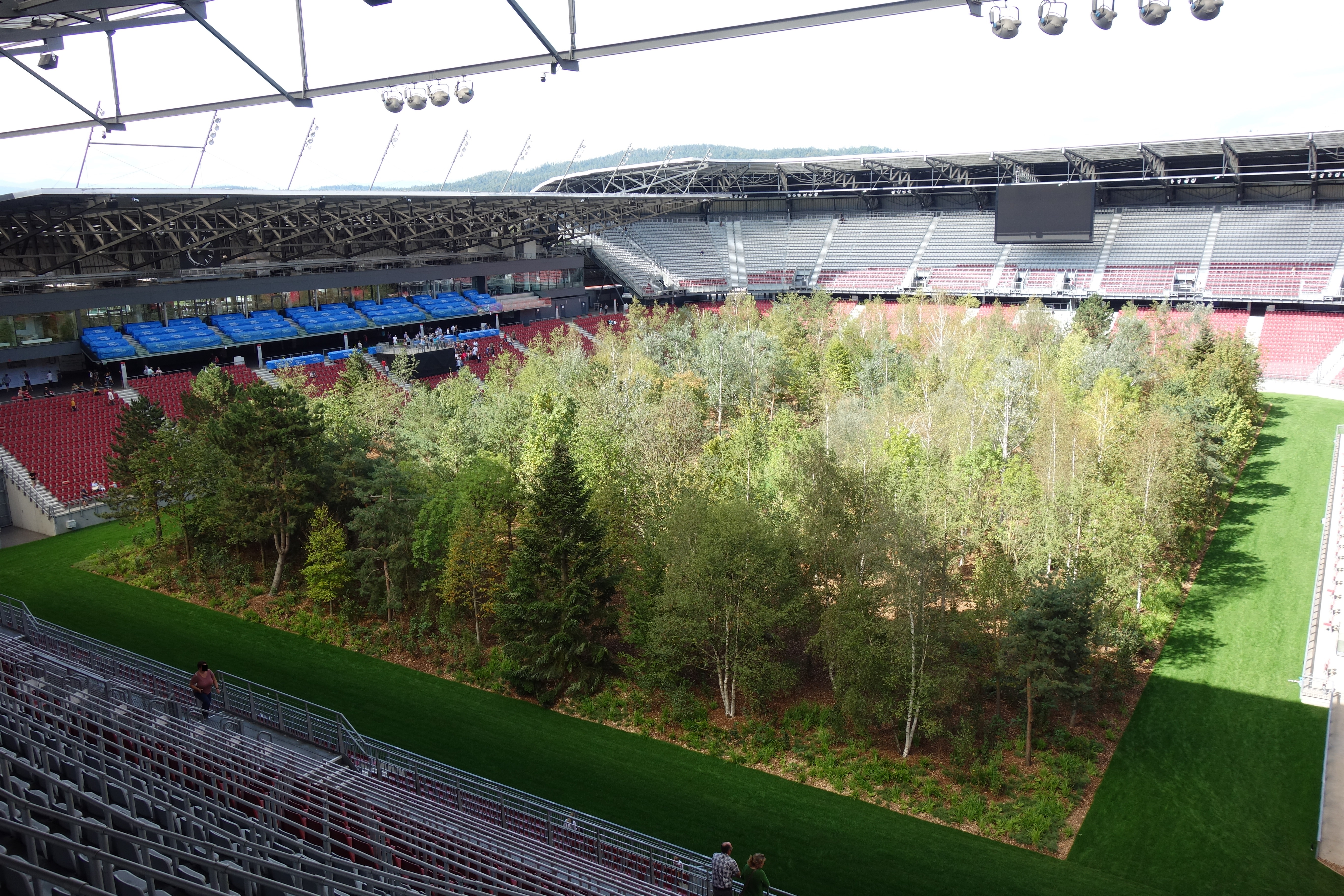
Das Kunstprojekt For Forest

- 08. September: Im Klagenfurter Wörthersee Stadion wird das Kunstprojekt For Forest  des Installationskünstlers Klaus Littmann für die Öffentlichkeit geöffnet
- 14. und 15. September: Open House in Wien
- 16. bis 20. September: Berufseuropameisterschaften Euroskills in Graz[7]
- 19. September bis 13. Oktober: Festival für zeitgenössische Kunst Steirischer Herbst
- 25. bis 29. September: Philosophicum Lech
- 26. September bis 13. Oktober: Wiener Wiesn-Fest
- 29. September: Tag des Denkmals 2019
- 5. Oktober: Lange Nacht der Museen
- 23. Oktober: Verleihung der Auszeichnung Österreicher des Jahres 2019
- 25. Oktober: Verleihung der Big Brother Awards im Wiener Rabenhof Theater
- 26. Oktober: Im Rahmen von 9 Plätze – 9 Schätze wird zum 6. Mal der schönste Platz Österreichs ermittelt
- 4. November: Verleihung des Österreichischen Buchpreises 2019

- 6. bis 10. November: Buch Wien

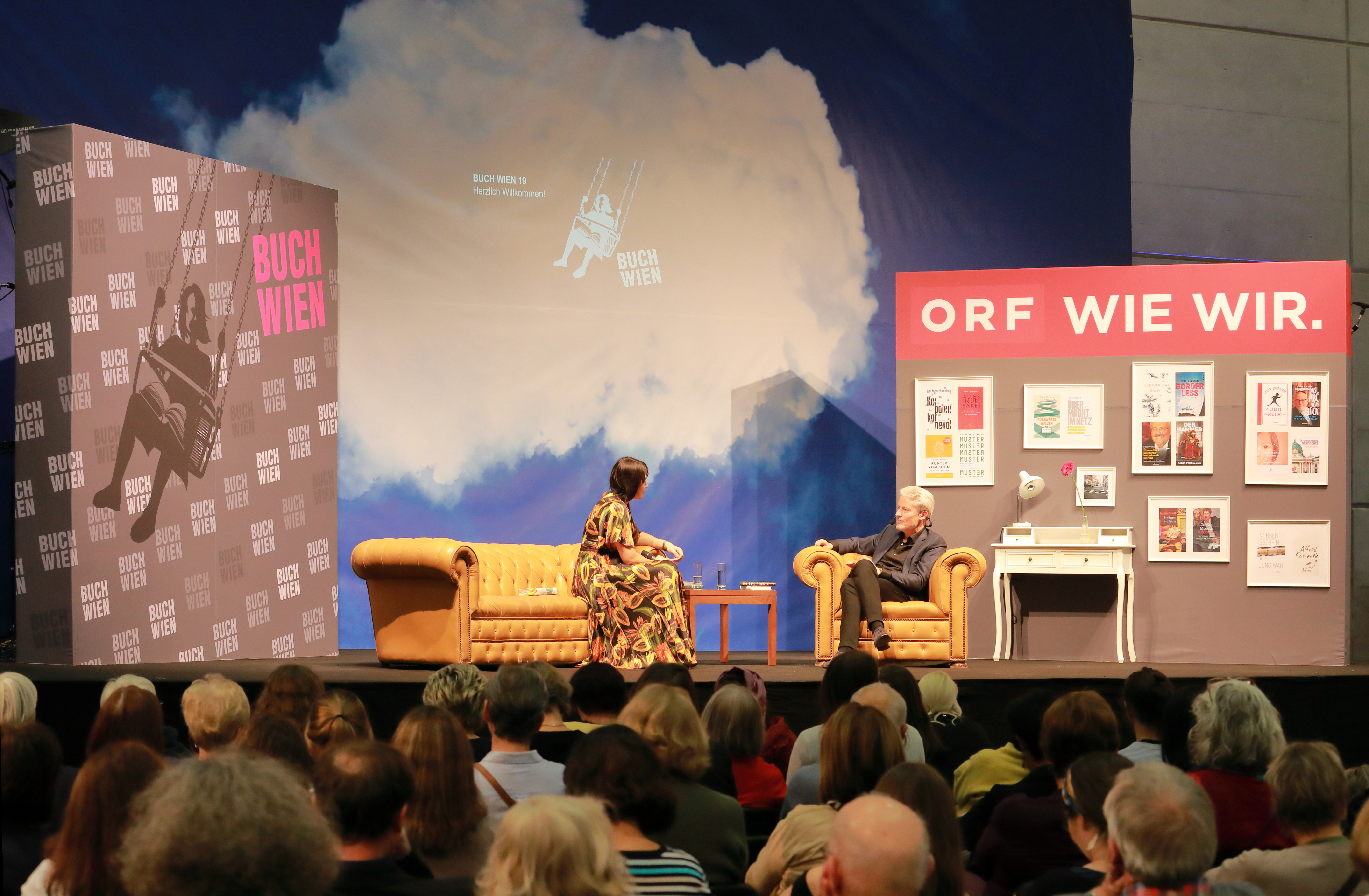
ORF-Bühne der Buch Wien 19

- Dezember: Bekanntgabe des Österreichischen Wortes des Jahres 2019

### Österreichische Google-Suchbegriffe des Jahres 2019
- Suchbegriffe des Jahres: 1. Strache, 3. Dominic Thiem, 4. EU-Wahlergebnisse, 7. Nationalratswahl, 10. Kurz
- Aufreger & Schicksale Österreich: 1. Ibiza Video, 2. Florian Janny, 3. Misstrauensantrag, 4. Lisa Alm, 5. Identitäre, 6. Lernsieg, 7. Johannes Dürr, 8. HTL Ottakring, 9. Donauzentrum Brand, 10. Original Play[8][9]

## Politik
- 28. Februar: Der Landeshauptmann des Burgenlandes Hans Niessl übergibt sein Amt nach mehr als 18 Jahren an Hans Peter Doskozil, Wahl und Angelobung der Landesregierung Doskozil I[10][11]
- 18. Mai: Im Zuge der „Ibiza-Affäre“ gibt Heinz-Christian Strache seinen Rücktritt als Vizekanzler und FPÖ-Parteiobmann bekannt, Bundeskanzler Sebastian Kurz verkündet eine vorgezogene Nationalratswahl.[12]
- 19: Mai: Nach Bekanntwerden der Ibiza-Affäre kündigt der burgenländische Landeshauptmann Hans Peter Doskozil eine vorgezogene Landtagswahl am 16. Jänner 2020 an.[13]
- 22. Mai: Mit der Entlassung von Herbert Kickl erfolgt die erste Ministerentlassung durch den Bundespräsidenten in der Zweiten Republik.[14] Vizekanzler Heinz-Christian Strache, die Minister Norbert Hofer, Beate Hartinger-Klein und Mario Kunasek sowie Staatssekretär Hubert Fuchs werden auf eigenen Wunsch aus ihren Ämtern enthoben.[15] Die frei gewordenen Ministerposten in der Bundesregierung Kurz I werden mit Valerie Hackl, Johann Luif, Walter Pöltner und Eckart Ratz besetzt, Vizekanzler wird Finanzminister Hartwig Löger.
- 27. Mai: Im Nationalrat wird mit dem 186. Misstrauensantrag seit 1945 das erste erfolgreiche Misstrauensvotum gegen eine Bundesregierung durchgesetzt.[16]
- 28. Mai: Die Mitglieder der Bundesregierung Kurz I werden von Bundespräsident Alexander Van der Bellen ihrer Ämter enthoben. Bis zur Bildung einer neuen Bundesregierung wird Hartwig Löger mit der Fortführung der Verwaltung des Bundeskanzleramtes und mit dem Vorsitz in der einstweiligen Bundesregierung sowie die Mitglieder der scheidenden Bundesregierung mit der Fortführung der Verwaltung betraut.[17]

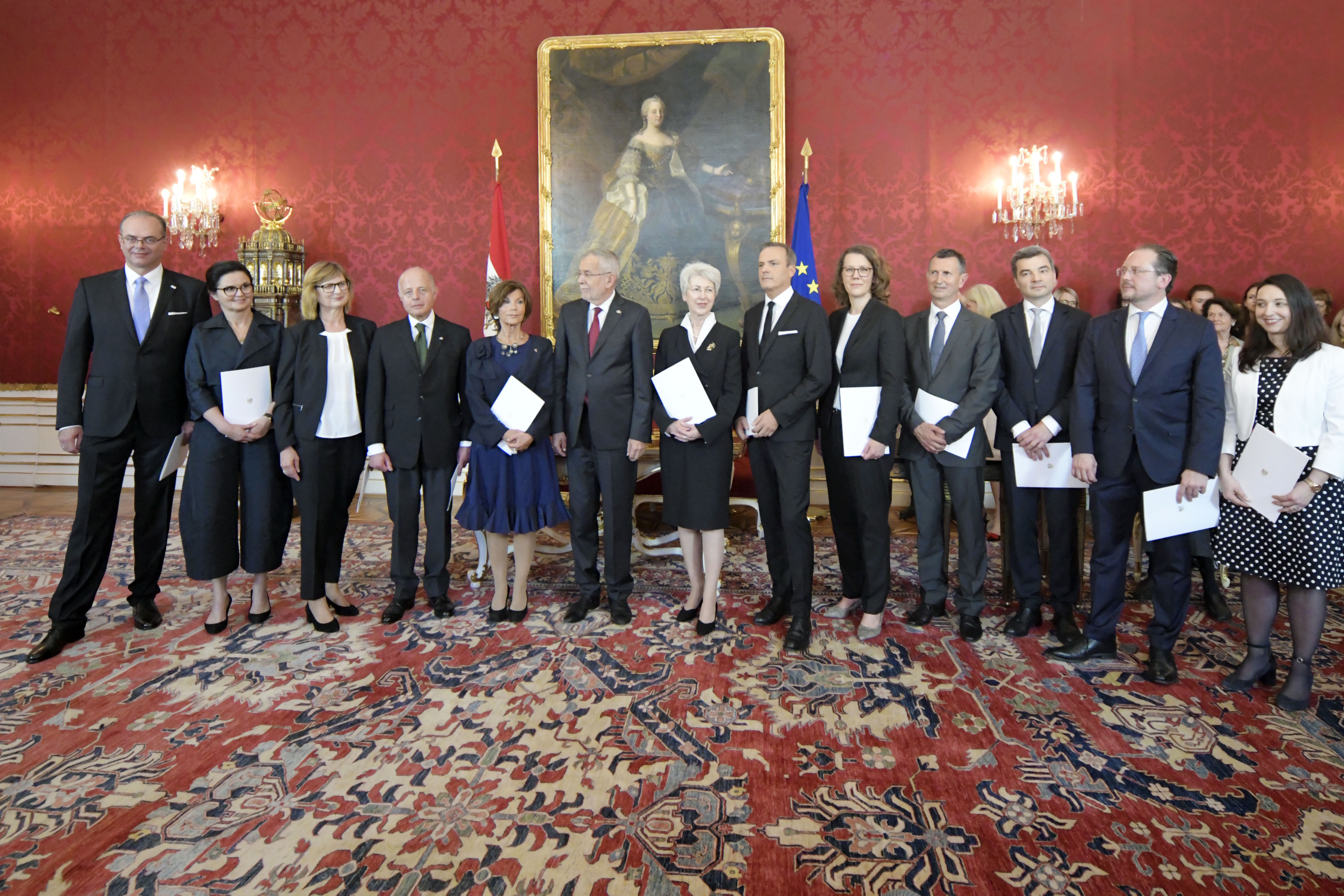
Die Bundesregierung Bierlein bei der Angelobung am 3. Juni 2019

- 3. Juni: Bundespräsident Alexander Van der Bellen gelobt die Bundesregierung Bierlein an, die die Einstweilige Bundesregierung Löger ablöst. Erstmals wird mit Brigitte Bierlein eine Frau als österreichische Bundeskanzlerin angelobt und erstmals sind gleich viel Frauen wie Männer in einer österreichischen Bundesregierung vertreten.[18]
- 3. und 4. Juni: Treffen der Staatsoberhäupter der deutschsprachigen Länder in Linz[19][20]
- 1. Juli: Bernhard Achitz (SPÖ), Werner Amon (ÖVP) und Walter Rosenkranz (FPÖ) werden von Bundespräsident Alexander Van der Bellen als Volksanwälte angelobt.[21]
- 20. Juli: Bekanntwerden der Schredder-Affäre[22][23]
- 13. August: Bekanntwerden der Casinos-Affäre
- 23. Oktober: Nach der Nationalratswahl findet die Konstituierende Sitzung der XXVII. Gesetzgebungsperiode statt[24]
- 6. November: Konstituierende Sitzung des Vorarlberger Landtags der XXXI. Gesetzgebungsperiode und Wahl und Angelobung der Landesregierung Wallner III[25]
- 12. Dezember: Drei Wiener Landtagsmandatare traten aus der FPÖ aus und gründeten den Fraktionsklub Die Allianz für Österreich (DAÖ).
- 17. Dezember: Konstituierende Sitzung des Landtags der Steiermark der XVIII. Gesetzgebungsperiode und Wahl und Angelobung der Landesregierung Schützenhöfer II[26]

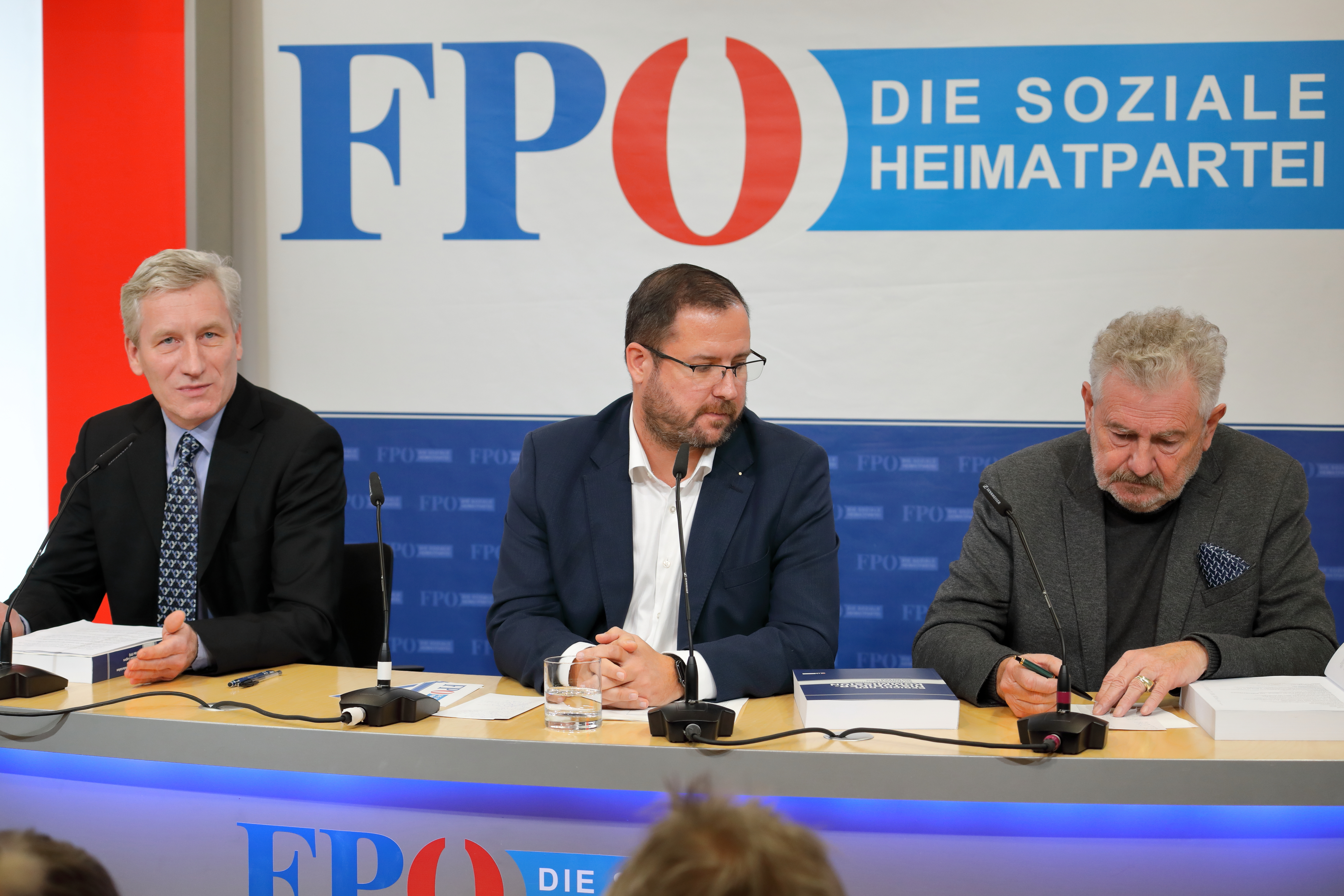
Veröffentlichung des Endberichtes der Historikerkommission der FPÖ durch Christian Hafenecker, Andreas Mölzer und dem Historiker Thomas Grischany

- 23: Dezember: Präsentation des Endberichts der Historikerkommission der FPÖ

## Wahltermine
- 28. Jänner bis 10. April: Arbeiterkammerwahlen, Termin abhängig vom Bundesland[27]
- 10. März: Gemeindevertretungs- und Bürgermeisterwahlen in Salzburg 2019 (letzte Wahl 2014)
- 26. Mai: Europawahl in Österreich 2019
- 27. bis 29. Mai: Wahl zur Österreichischen Hochschülerinnen- und Hochschülerschaft 2019[28]
- 29. September: Nationalratswahl in Österreich 2019[29]
- 13. Oktober: Landtagswahl in Vorarlberg 2019[30]
- 24. November 2019: Landtagswahl in der Steiermark 2019[31][32]

## Sport
- Dezember 2018/Jänner: Vierschanzentournee 2018/19
- 21. bis 27. Jänner: 79. Hahnenkammrennen
- 01. bis 3. Februar: Österreichische Badmintonmeisterschaft 2019
- 20. Februar bis 3. März: Nordische Skiweltmeisterschaften 2019 in Seefeld in Tirol
- 22. bis 26. April: Tour of the Alps 2019
- 07. April: Vienna City Marathon
- 03. bis 5. Mai: Austrian Darts Open 2019
- 17. bis 19. Mai: Salzburg-Marathon
- 26. Mai: Österreichischer Frauenlauf und Ironman 70.3 Austria
- 30. Mai bis 2. Juni: ErzbergRodeo
- 13. bis 15. Juni: Sankt Johann im Pongau Open 2019
- 21. bis 30. Juni: Österreich bei den Europaspielen in Minsk
- 28. bis 30. Juni: Großer Preis von Österreich 2019
- 07. Juli: Ironman Austria
- 07. bis 13. Juli: Weltgymnaestrada 2019 in Dornbirn
- 06. bis 12. Juli: Österreich-Rundfahrt 2019
- 27. Juli bis 3. August: Generali Open 2019 / Generali Open 2019/Qualifikation
- 25. August bis 1. September: Ruder-Weltmeisterschaften 2019 in Ottensheim
- 11. August: Motorrad-Weltmeisterschaft 2019 – Großer Preis von Österreich am Red Bull Ring
- 17. August: Bei der Faustball-Weltmeisterschaft 2019 holt Österreichs Faustballnationalteam der Herren die Silbermedaille[33]
- 25. August: Trans Vorarlberg Triathlon
- 27. August bis 1. September: W 25 Vienna ITF World Tennis Tour 2019
- 30. August bis 1. September: Austria-Triathlon und Austrian Darts Championship 2019
- 10. bis 15. September: Madainitennis Open 2019 in St. Pölten
- 13. bis 15. September: IFA Fistball World Tour Finals 2019 in Salzburg
- 27. September bis 6. Oktober: Österreich bei den Leichtathletik-Weltmeisterschaften 2019
- 06. bis 13. Oktober: Upper Austria Ladies Linz 2019/Qualifikation und Upper Austria Ladies Linz 2019
- 10. bis 12. Oktober: Klagenfurt Open 2019
- 19. bis 27. Oktober: Erste Bank Open 2019/Qualifikation und Erste Bank Open 2019

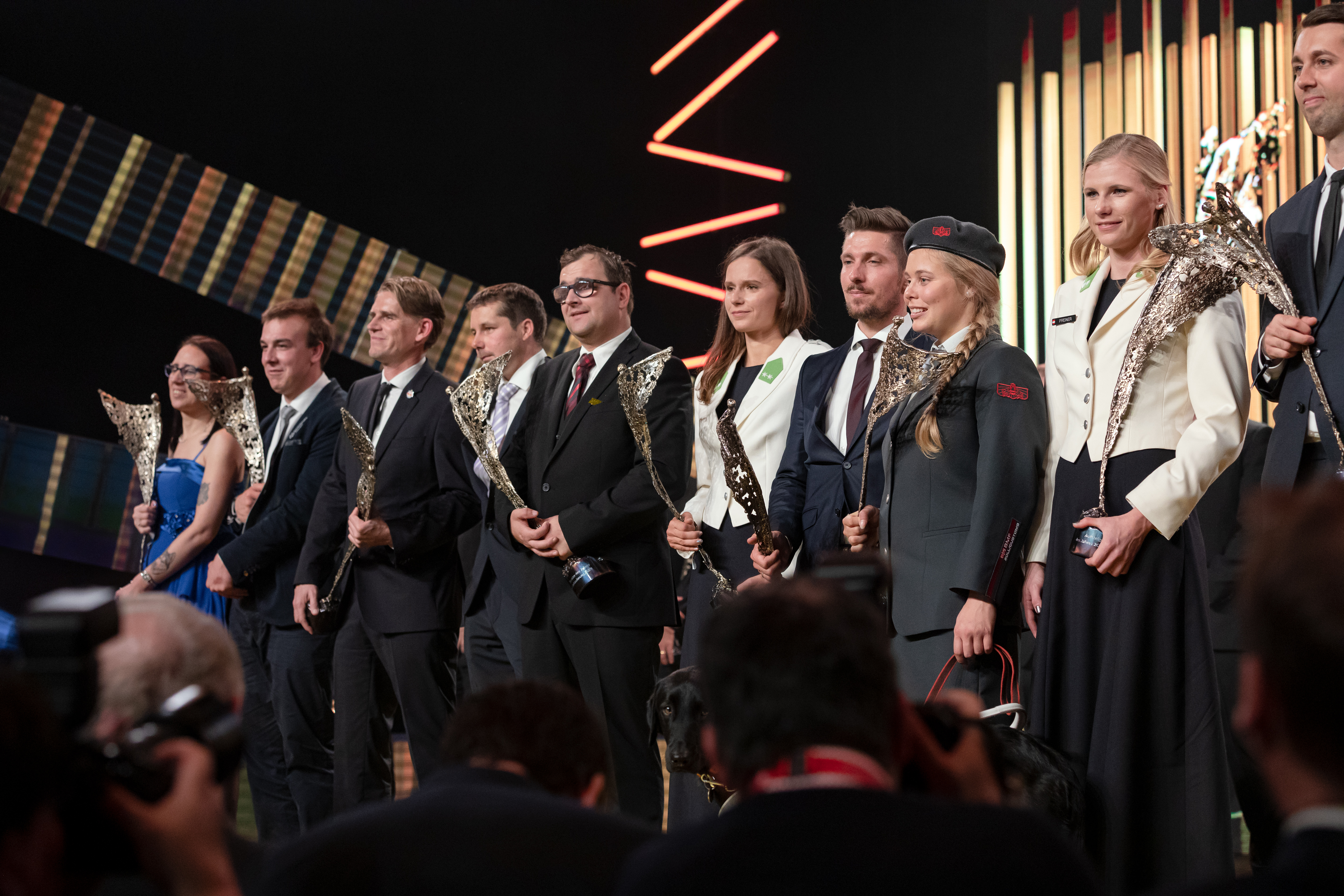
Die Sportler des Jahres 2019

- 31. Oktober: Verleihung der Auszeichnung Sportler des Jahres 2019
- 7. bis 15. November: Österreich bei den Leichtathletik-Weltmeisterschaften der Behinderten 2019
- 12. bis 17. November: Austrian Open 2019 (Tischtennis)
- Dezember bis Jänner 2020: Vierschanzentournee 2019/20

### Meisterschaften, Cups und Ligen
- Österreichische Fußballmeisterschaft 2018/19 und 2019/20
- Österreichische Fußball-Frauenmeisterschaft 2018/19 und 2019/20
- Österreichischer Fußball-Cup 2018/19 und 2019/20
- Österreichischer Frauen-Fußballcup 2018/19 und 2019/20
- Österreichische Handballmeisterschaft 2018/19 und 2019/20
- ÖHB-Cup 2018/19 und 2019/20
- ÖHB-Pokal der Frauen 2018/19 und 2019/20
- Österreichische Eishockey-Liga 2018/19 und 2019/20
- Baseball-Bundesliga Saison 2019
- Schachbundesliga 2018/19 (Österreich) und 2019/20
- Schachbundesliga 2018/19 (Österreich, Frauen) und 2019/20
- Austrian Football League 2019
- Poolbillard-Bundesliga 2018/19 und 2019/20
- Österreichische Meisterschaften im Skilanglauf 2019
- Österreichische Hockey-Bundesliga (Feld, Herren) 2018/19 und 2019/20
- Österreichische Alpine Skimeisterschaften 2019
- Österreichische Handballmeisterschaft (Frauen) 2018/19 und 2019/20
- Alps Hockey League 2018/19
- Dameneishockey-Bundesliga 2018/19 und 2019/20
- Admiral Basketball Bundesliga 2018/19
- Floorball-Bundesliga Österreich 2018/19 und 2019/20
- Österreichische Volleyball-Meisterschaft 2018/19 (Männer) und 2019/20
- Österreichische Volleyball-Meisterschaft 2018/19 (Frauen) und 2019/20
- Österreichischer Volleyball-Cup 2018/19 (Männer) und 2019/20
- Österreichischer Volleyball-Cup 2018/19 (Frauen) und 2019/20
- Österreichische Badminton-Bundesliga 2018/19 und 2019/20

## Musik, Theater, Bühne, Kunst

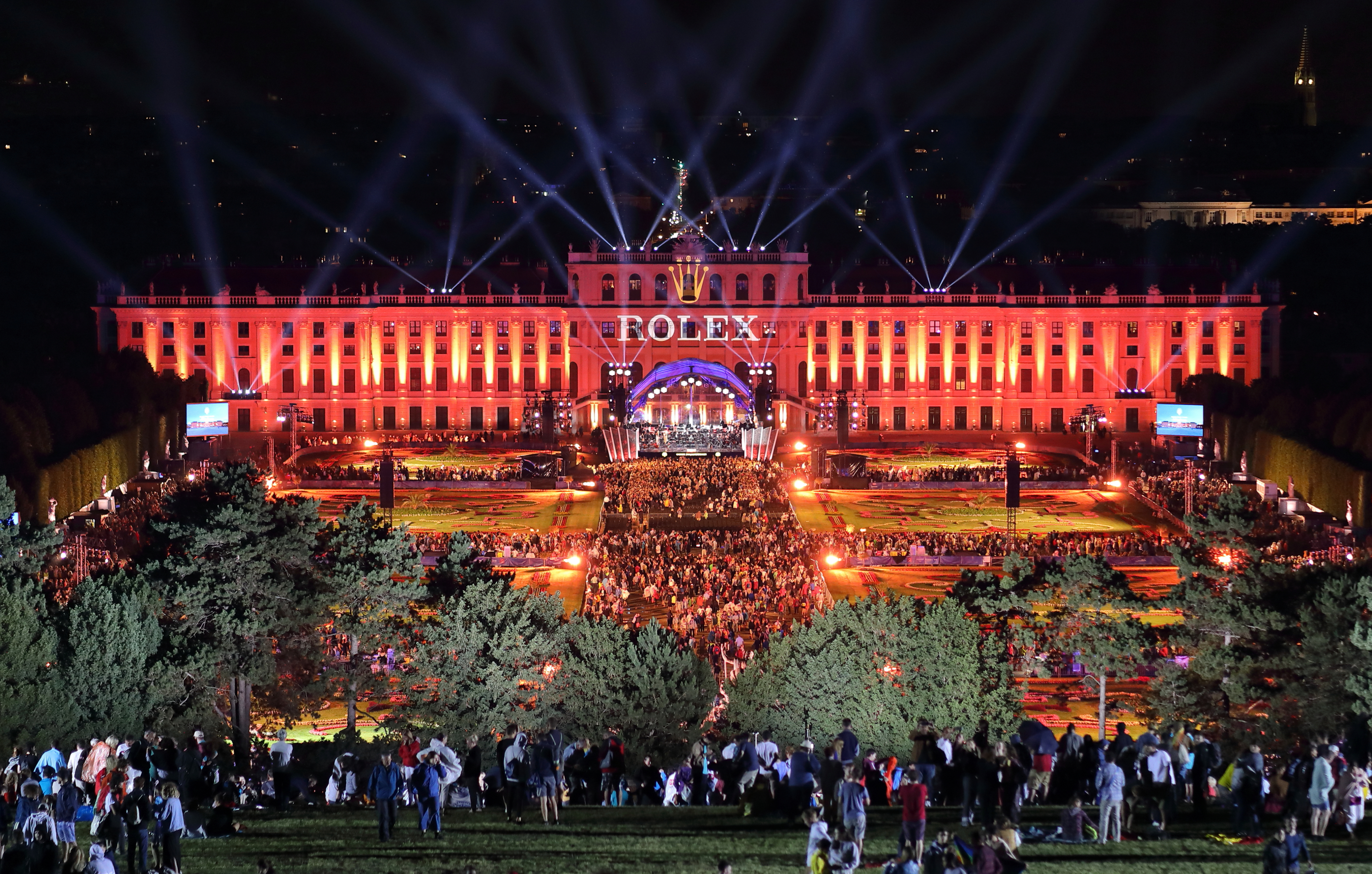
Sommernachtskonzert

- 01. Jänner: Neujahrskonzert der Wiener Philharmoniker 2019
- 12. Februar: Protestsongcontest
- 25. April: Amadeus-Verleihung 2019
- 10. Mai: Eröffnung der Wiener Festwochen
- 1. Juni bis 30. September: „Festival La Gacilly-Baden Photo“ unter dem Motto „Hymne an die Erde“ im öffentlichen Raum in Baden
- 20. Juni: Sommernachtskonzert der Wiener Philharmoniker
- 13. bis 16. Juni: Nova-Rock-Festival
- 21. bis 23. Juni: Donauinselfest
- 23. Juni: Verleihung des Österreichischen Musiktheaterpreises 2019 / Österreichischer Musiktheaterpreis
- 27. bis 30. Juni: Woodstock der Blasmusik
- 5. und 6. Juli: 40. Österreichisches Blasmusikfest in Wien
- 4. bis 28. Juli: Tiroler Festspiele Erl
- 11. Juli bis 24. August: Seefestspiele Mörbisch
- 16. Juli bis 27. August: Innsbrucker Festwochen der Alten Musik
- 20. Juli bis 31. August: Salzburger Festspiele
  - Opernbesetzungen der Salzburger Festspiele ab 2017
  - Schauspielbesetzungen der Salzburger Festspiele ab 2017
  - Mozart-Matineen der Salzburger Festspiele ab 2017
- 17. Juli bis 18. August: Bregenzer Festspiele
- 25. bis 28. Juli: Popfest in Wien
- 15. bis 17. August: FM4-Frequency-Festival
- 16. August bis 8. September: Grafenegg Festival
- 13. bis 15. September: Volkskulturfest Aufsteirern
- 26. bis 28. September: Waves Vienna 2019
- 25. Oktober: Konzert zum Nationalfeiertag
- 24. November: Verleihung des Nestroy-Theaterpreises 2019 / Nestroy-Theaterpreis
- Liste der Nummer-eins-Hits in Österreich (2019)

## Film, Fernsehen und Radio

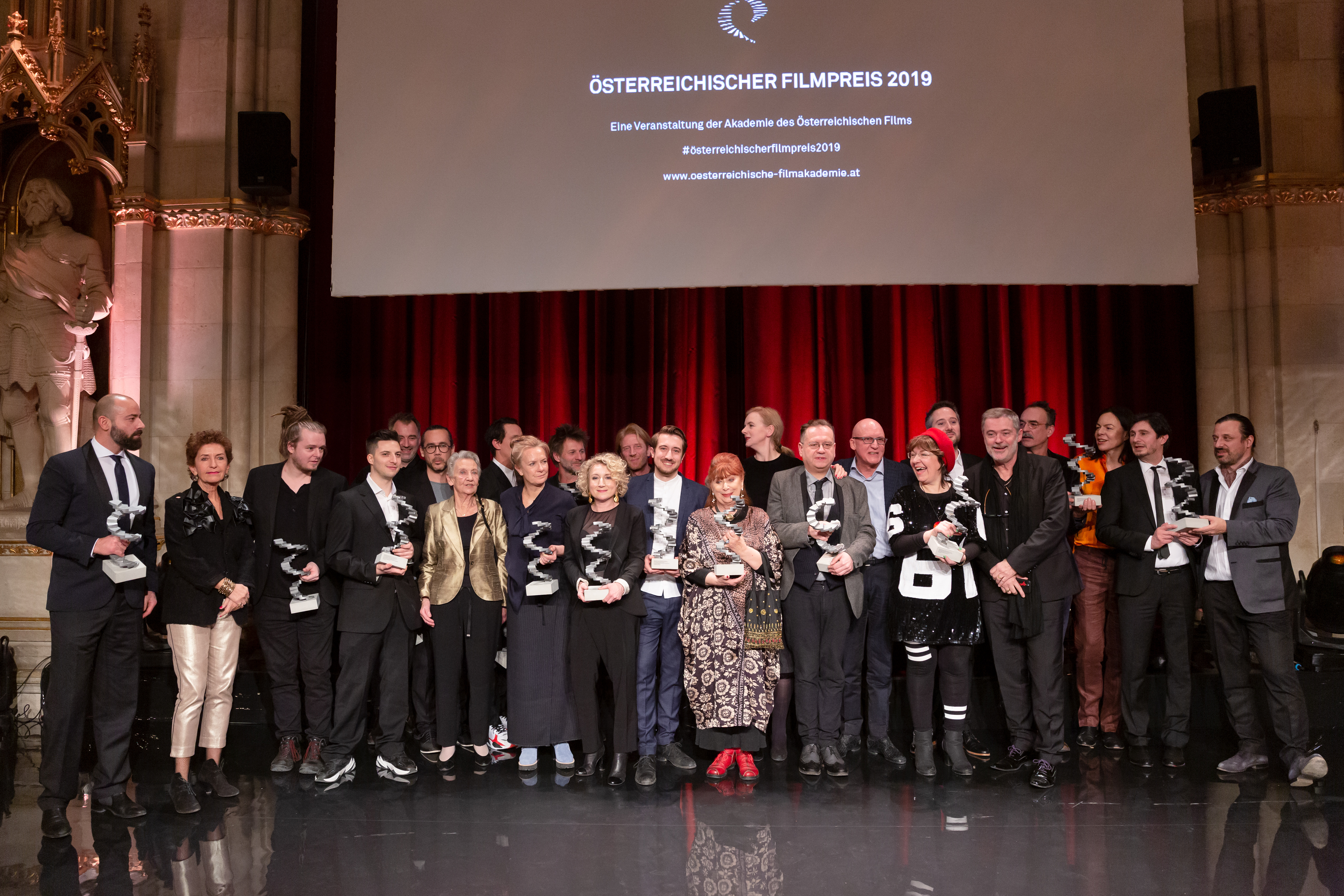
Preisträger des Österreichischen Filmpreises 2019

- 19. Jänner: Beim Filmfestival Max Ophüls Preis werden die österreichischen Produktionen Joy, Kaviar und Nevrland ausgezeichnet.[34]
- 30. Jänner: Verleihung des Österreichischen Filmpreises 2019 im Wiener Rathaus
- 28. Februar bis 7. März: FrauenFilmTage
- 13. bis 17. März: Tricky Women International Animation Filmfestival
- 19. bis 24. März: Filmfestival Diagonale in Graz
- 13. April: Romyverleihung 2019
- 25. bis 30. April: Filmfestival Crossing Europe in Linz
- 28. Mai bis 2. Juni: Vienna Shorts
- 29. Juni bis 1. September: Film Festival auf dem Wiener Rathausplatz
- 6. bis 10. August: Alpinale
- 24. Oktober bis 6. November: Viennale

### Kinostarts österreichischer Produktionen
| Datum         | Filmtitel                                   |
| ------------- | ------------------------------------------- |
| 11. Jänner    | Kalte Füße                                  |
| 18. Jänner    | Joy                                         |
| 1. Februar    | Love Machine                                |
| 22. Februar   | Winter in Havanna                           |
| 1. März       | Wie ich lernte, bei mir selbst Kind zu sein |
| 7. März       | The Big Jump                                |
| 22. März      | Der Boden unter den Füßen                   |
| 5. April      | Die Kinder der Toten                        |
| 5. April      | The Remains – Nach der Odyssee              |
| 17. Mai       | Erde                                        |
| 13. Juni      | Kaviar                                      |
| 14. Juni      | To the Night                                |
| 13. September | Nevrland                                    |
| 4. Oktober    | Chaos                                       |
| 4. Oktober    | Nobadi                                      |
| 17. Oktober   | Ich war noch niemals in New York            |
| 1. November   | Little Joe – Glück ist ein Geschäft         |
| 29. November  | Der Taucher                                 |
| 6. Dezember   | Gipsy Queen                                 |
| 20. Dezember  | Glück gehabt                                |

## Gedenktage

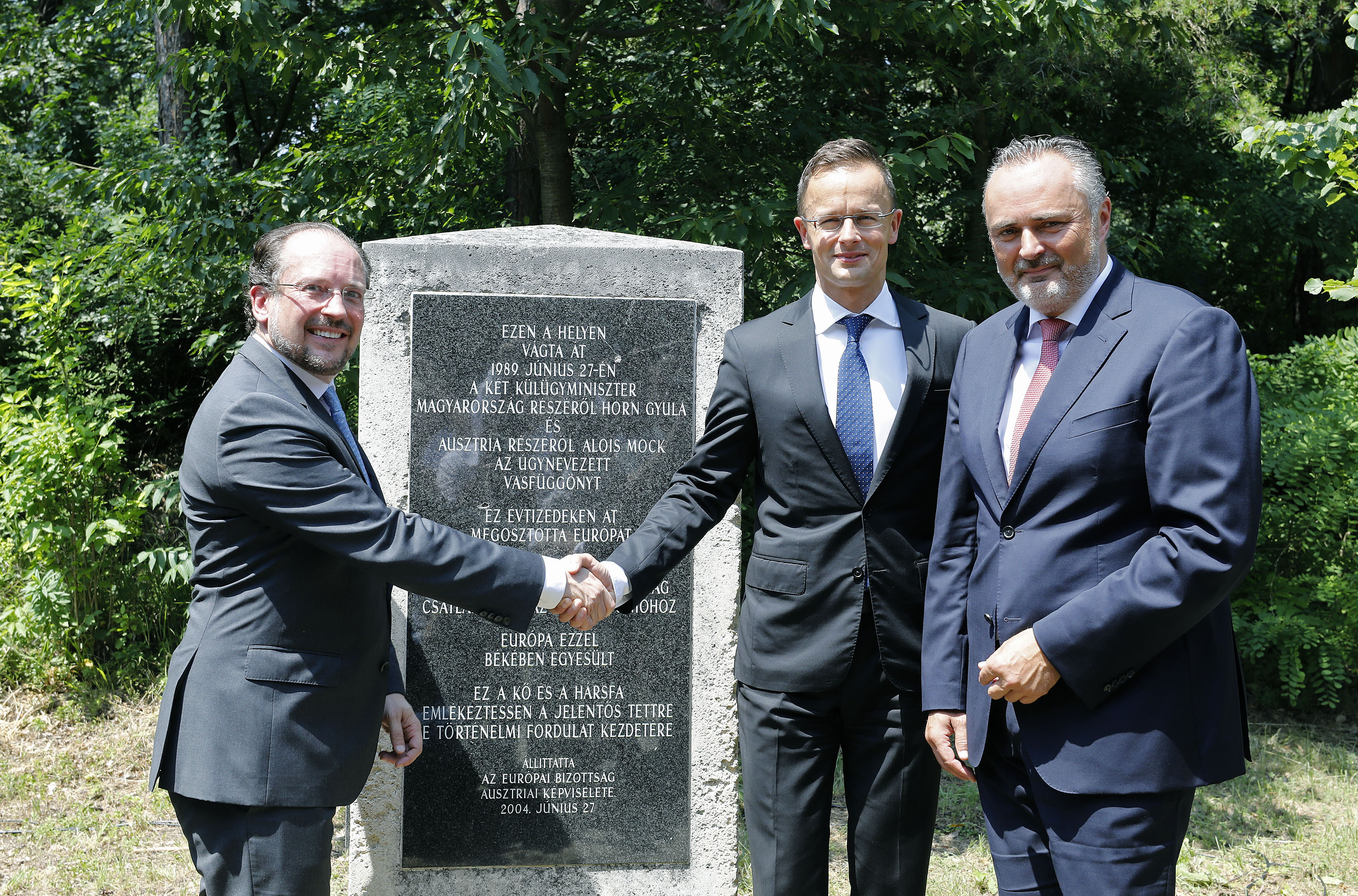
Gedenkveranstaltung 30 Jahre Fall des Eisernen Vorhangs mit Alexander Schallenberg, Péter Szijjártó und Hans Peter Doskozil am 27. Juni 2019

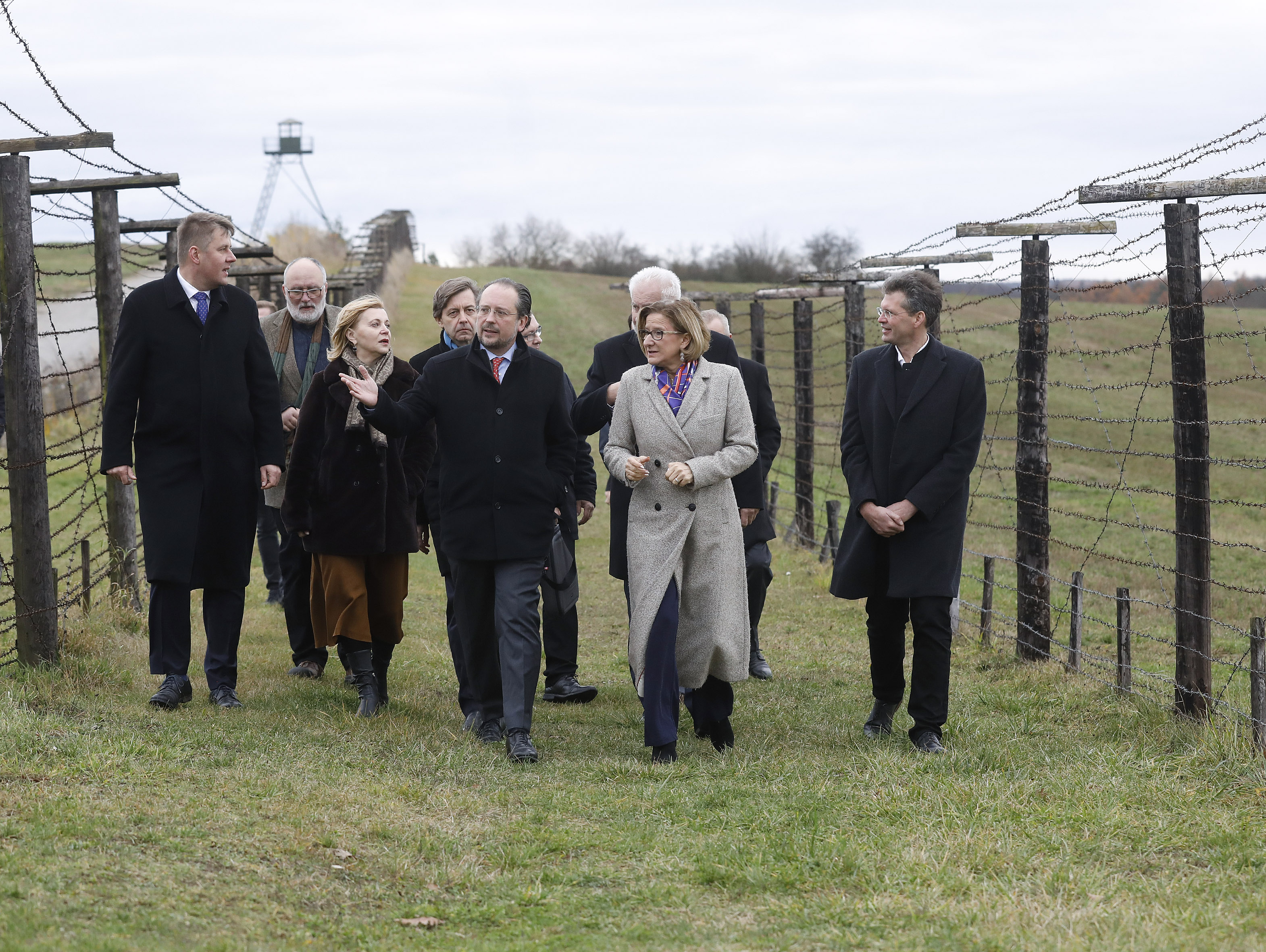
Gedenkveranstaltung 30 Jahre Fall des Eisernen Vorhangs am 29. November 2019

- 08. Jänner: 100. Todestag des Schriftstellers Peter Altenberg
- 12. Jänner: 500. Todestag von Maximilian I. (HRR)[36]
- 23. Jänner: Vor 100 Jahren wird der Meeresforscher Hans Hass geboren
- 12. Februar: 30. Todestag des Schriftstellers Thomas Bernhard
- 16. Februar: Vor 100 Jahren findet mit der Wahl der konstituierenden Nationalversammlung die erste freie und gleiche Wahl in der Geschichte Österreichs statt, erstmals dürfen Frauen wählen
- 23: Februar: Vor 20 Jahren ereignet sich die Lawinenkatastrophe von Galtür[37]
- 23. März: Vor 100 Jahren verlässt Karl I. mit seiner Familie Österreich und begibt sich ins Exil in der Schweiz. Im Feldkircher Manifest widerruft er vor dem Grenzübertritt seinen Verzicht auf die Ausübung der Regierungsgeschäfte, Anlass für das Habsburger-Gesetz
- 03. April: Vor 100 Jahren wird das Adelsaufhebungsgesetz beschlossen[38]
- 18. April: Vor 200 Jahren wird der Komponist Franz von Suppè geboren
- 05. Mai: Gedenktag gegen Gewalt und Rassismus im Gedenken an die Opfer des Nationalsozialismus
- 25. Mai: Vor 150 Jahren wird die Wiener Staatsoper mit einer Premiere von Don Giovanni von Mozart eröffnet
- 29. Mai: Vor 20 Jahren ereignet sich ein Brand im Tauerntunnel, bei dem zwölf Menschen ums Leben kommen und weitere 42 verletzt werden.[39][40]
- 12. Juni: Vor 25 Jahren findet die Volksabstimmung in Österreich über den Beitritt zur Europäischen Union statt
- 24. Juni: 50. Todestag des Schauspielers Oskar Sima
- 27. Juni: Gedenkveranstaltung 30 Jahre Fall des Eisernen Vorhangs
- 16. Juli: Vor 350 Jahren kommen in Salzburg bei einem Felssturz vom Mönchsberg 220 Menschen ums Leben. Seither führen Bergputzer regelmäßige Inspektionen der Felswände durch.[41]
- 30. August: Vor 40 Jahren bricht im Hauptgebäude der Oesterreichischen Nationalbank ein Brand aus[42]
- 06. September: Vor 150 Jahren wird der Schriftsteller Felix Salten geboren
- 08. September: Vor 100 Jahren wird die Künstlerin Maria Lassnig geboren
- 04. Oktober: Vor 200 Jahren wird die Erste oesterreichische Spar-Casse gegründet
- 15. Oktober: 350 Jahre Universität Innsbruck[43]
- 21. Oktober: Vor 100 Jahren beschließt der „Nationalrat für Deutschösterreich“ aufgrund des Friedensvertrages von Saint Germain den neuen Staatsnamen „Republik Österreich“.
- 2. Dezember: Vor 20 Jahren ereignet sich die Gasexplosion in Wilhelmsburg 1999. Bei dem Einsturz eines dreistöckigen Gebäudes starben zehn Menschen.[44][45]
- 10. Dezember: Vor 30 Jahren findet der Marsch der Freiheit statt
- 12. Dezember: Vor 100 Jahren wird der Schauspieler Fritz Muliar geboren

## Auswahl bekannter Verstorbener

### Jänner
- 01. Jänner: Karl Foitek, Automobilrennfahrer und Unternehmer
- 02. Jänner: Elisabeth Wäger-Häusle, Schriftstellerin und Dramaturgin
- 03. Jänner: Alfred Kyrer, Wirtschaftswissenschaftler
- 04. Jänner: Robert Kauer, Politiker (ÖVP), Landtagsabgeordneter
- 05. Jänner: Manfred Hohn, Schriftsteller
- 05. Jänner: Karl Heinz Ritschel, Journalist und Publizist, Chefredakteur der Salzburger Nachrichten
- 08. Jänner: Erika Schubert, Opernsängerin
- 10. Jänner: Ludwig Scharinger, Bankmanager
- 14. Jänner: Nomi Meron, Überlebende des NS-Regimes, Musikpädagogin und Zeitzeugin
- 26. Jänner: Wilma Lipp, Opernsängerin
- 27. Jänner: Kurt Buchinger, Politiker

### Februar
- 03. Februar: Hans Kienesberger, Künstler
- 05. Februar: Hans Haid, Volkskundler
- 08. Februar: Kurt Girk, Volksmusiksänger
- 08. Februar: Werner Haslauer, Politiker
- 12. Februar: Géza Hajós, Kunst- und Gartenhistoriker
- 13. Februar: Hans Stadlmair, Dirigent und Komponist
- 16. Februar: Otto Strobl, Komponist, Dirigent und Organist
- 16. Februar: Michael Killisch-Horn, Politiker
- 19. Februar: Georg Haber, Nachrichtentechniker und Museumsdirektor
- 21. Februar: Hilde Zadek, Opernsängerin
- 21. Februar: Maria Magdalena Koller, Filmregisseurin und Drehbuchautorin
- 22. Februar: Otto Wansch, Ordensgeistlicher und Philosoph
- 26. Februar: Franz Haslehner, Politiker

### März
- 02. März: Werner Schneyder, Kabarettist
- 03. März: Horst Haselsteiner, Historiker
- 05. März: Ernst Exner, Musikwissenschaftler und Rundfunkjournalist
- 03. März: Milan Linzer, Politiker
- 06. März: Christine Schirmer, Politikerin
- 08. März: Michael Gielen, Dirigent und Komponist
- 09. März: Elizabeth T. Spira, Fernsehredakteurin
- 10. März: Josef Feistmantl, Rennrodler
- 12. März: Gabriela Moser, Politikerin
- 12. März: Hermann Mucke, Astronom
- 12. März: Herwig Strobl, Musiker und Autor
- 14. März: Hans Grötzer, Violinist
- 15. März: Gerhard Skiba, Politiker
- 16. März: Johann Maier, Judaist
- 27. März: Friedrich Achleitner, Schriftsteller und Architekturkritiker

### April
- 01. April: Hugo Schwendenwein, Kirchenrechtler
- 03. April: Barbara Wolfgang-Krenn, Politikerin
- 04. April: Baldur Pauß, Komponist und Musiker
- 10. April: Balduin Sulzer, Komponist
- 14. April: Peter Ruckenbauer, Agrarwissenschaftler
- 16. April: Hansjörg Auer, Bergsteiger
- 16. April: David Lama, Sportkletterer und Alpinist
- 16. April: Jörg Demus, Pianist und Komponist
- 26. April: Eberhard Vollnhofer, Propst
- 27. April: Manfred Müller, Drehbuchautor und Puppenspieler
- 30. April: Erika Strasser, Speerwerferin,  Präsidentin des Österreichischen Leichtathletik-Verbandes

### Mai
- 01. Mai: Lukas Essl, Politiker
- 01. Mai: Christian Pongruber, Politiker
- 04. Mai: Robert Essl, Fotograf
- 04. Mai: Rudolf Freinberger, Politiker
- 06. Mai: Gerald Mader, Politiker
- 07. Mai: Fritz Novotny, Musiker
- 07. Mai: Wolfgang Rümmele, Politiker
- 10. Mai: Ingrid Nargang, Juristin und Zeithistorikerin
- 10. Mai: Valentin Zsifkovits, Theologe und Sozialethiker
- 12. Mai: Hansjörg Eichmeyer, Theologe
- 13. Mai: Willibald Katzinger, Historiker und Museumsleiter
- 20. Mai: Niki Lauda, Rennfahrer und Unternehmer
- 28. Mai: Andre Asriel, Komponist
- 30. Mai: Gerd Baron, Mathematiker

### Juni
- 04. Juni: Albert Rohan, Diplomat
- 05. Juni: Rosemarie Isopp, Radiomoderatorin (Autofahrer unterwegs)
- 08. Juni: Herbert Batliner, Jurist, Politiker, Treuhänder und Kunstsammler
- 12. Juni: Elfriede Ott, Schauspielerin, Sängerin und Regisseurin
- 13. Juni: Peter Gerlich, Politikwissenschaftler
- 15. Juni: Wilhelm Holzbauer, Architekt
- 15. Juni: Karlheinz Miklin, Jazzmusiker
- 15. Juni: Josef Rieder, Skirennläufer und Arzt
- 20. Juni: Peter Matić, Burgschauspieler
- 20. Juni: Gerald Messlender, Fußballspieler
- 24. Juni: Brigitte Swoboda, Schauspielerin
- 24. Juni: Iván Eröd, Komponist und Pianist
- 28. Juni: Elisabeth Jäger, Widerstandskämpferin

### Juli
- bekannt gegeben am 23. Juli: Peter Jablonka, Archäologe
- 10. Juli: Hans Eibl, Militärmusiker, Komponist und Dirigent
- 12. Juli: Eberhard Kummer, Jurist, Sänger und Drehleierspieler
- 17. Juli: Willy Dirtl, Balletttänzer und Choreograf
- 18. Juli: Johann Trummer, Priester, Organist, Musikwissenschaftler und Medienmanager
- 25. Juli: Georg Hohenberg, Diplomat
- 25. Juli: Curt Faudon, Regisseur
- 26. Juli: Franz Pirchner, Agrarwissenschaftler und Veterinärmediziner
- 26. Juli: Gerhard Weis, Journalist und Rundfunkmanager, Generalintendant des ORF
- 27. Juli: Axel Huber, Heimatforscher und Publizist
- 27. Juli: Frank Hartmann, Medienphilosoph
- 27. Juli: Johann Kresnik, Tänzer, Choreograf und Theaterregisseur
- 29. Juli: Fritz Drazan, Fußballspieler
- 30. Juli: Max Wichtl, Pharmazeut

### August
- 02. August: Suzanne-Lucienne Rabinovici, Holocaustüberlebende
- 04. August: Andrea Fraunschiel, Politikerin
- 04. August: Robert Colnago, Maler, Bildhauer und Grafiker
- 11. August: Gerheid Widrich, Ärztin und Politikerin
- 17. August: Pepi Gramshammer, Skirennläufer
- 18. August: Helmuth Froschauer, Dirigent und Chorleiter
- 18. August: Ulf Stahl, Mikrobiologe und Genetiker
- 20. August: Rudolf Hundstorfer, Politiker
- 23. August: Gretl Komposch, Komponistin und Chorleiterin
- 23. August: Egon Zimmermann II, Skirennläufer
- 25. August: Ferdinand Piëch, Manager
- 29. August: Georg Kriz, Politiker

### September
- 02. September: Helmut Rauch, Kernphysiker
- 03. September: Sven Boltenstern, Goldschmied und Bildhauer
- 03. September: Bernhard Raschauer, Rechtswissenschaftler
- 06. September: Alexander Höller, Schauspieler
- 11. September: Andreas Wimberger, Schauspieler und Hörspielsprecher
- 16. September: Rudolf Gurtner, Politiker
- 19. September: Marko Feingold, Holocaust-Überlebender
- 21. September: Dieter Knall, Bischof
- 24. September: Herwig Zens, Maler und Kunstpädagoge
- 25. September: Paul Badura-Skoda, Pianist, Klavierpädagoge, Musikschriftsteller und Herausgeber
- 27. September: Gerhard Hirschmann, Politiker

### Oktober
- 01. Oktober: Eric Pleskow, Filmproduzent
- 01. Oktober: Wolfgang Perner, Biathlet
- 04. Oktober: Christian Scholz, Wirtschaftswissenschaftler
- 05. Oktober: Wilhelm Pröckl, Politiker
- 06. Oktober: Florian Janny, Eishockeyspieler
- 10. Oktober: Erika Wien, Opernsängerin und Schauspielerin
- 12. Oktober: Hilde Rom, Schauspielerin
- 16. Oktober: Senta Kapoun, Übersetzerin
- 17. Oktober: Angelika Werthmann, Politikerin
- 19. Oktober: Lotte Tobisch, Schauspielerin
- 20. Oktober: Friederike Zaisberger, Historikerin
- 21. Oktober: Gerald Freihofner, Journalist
- 24. Oktober: Walter Fantl-Brumlik, Holocaustüberlebender
- 26. Oktober: Karl Koller, Skirennläufer und Skilehrer
- 26. Oktober: Gerhard Croll: Musikwissenschaftler

### November
- 01. November: Karl Boden, Politiker
- 02. November: Gustav Deutsch, Filmkünstler
- 03. November: Friedemann Layer, Dirigent
- 06. November: Hellmut Fischmeister, Metallurge
- 06. November: Ernst Outolny, Politiker
- 09. November: Max Raub, Kanute
- 17. November: Maria Urban, Schauspielerin
- 17. November: Gustav Peichl, Architekt und Karikaturist
- 17. November: Edwin Oberhauser, Denkmalschützer
- 22. November: Andreas Karlsböck, Politiker
- 24. November: Johann Weinhart, Bildhauer
- 24. November: Joachim Angerer, Geistlicher und Musikwissenschaftler
- 28. November: Andreas Mitterlehner, Bankmanager

### Dezember
- 04. Dezember: Hugo Hörtnagl, Politiker
- 20. Dezember: Klaus Wolff, Dermatologe
- 20. Dezember: Anton Schweighofer, Architekt
- 20. Dezember: Eduard Krieger, Fußballspieler
- 23. Dezember: Wander Bertoni, Bildhauer
- 24. Dezember: Walter Horak, Fußballspieler
- 24. Dezember: Ernst Höger, Politiker
- 27. Dezember: Walter Koch, Historiker
- 28. Dezember: Karl-Heinz Frankl, Priester und Kirchenhistoriker

### Galerie der Verstorbenen

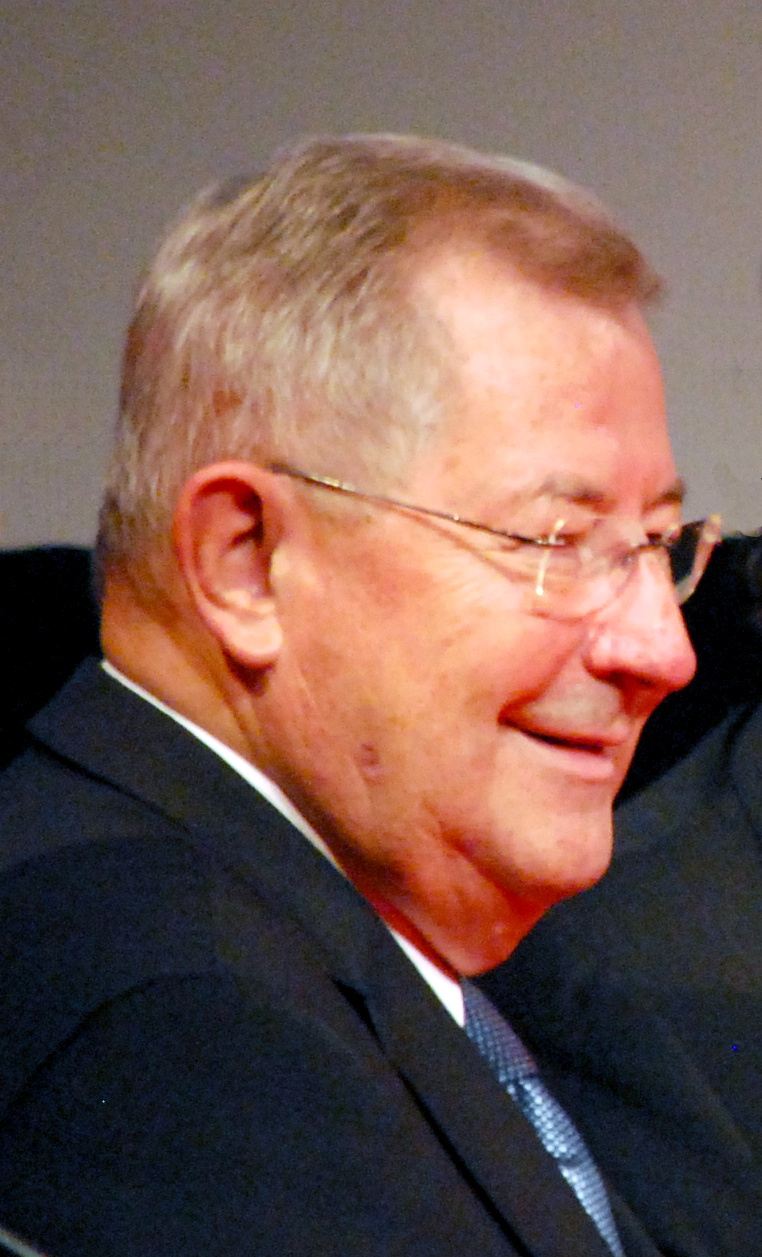
10. Jänner: Ludwig Scharinger
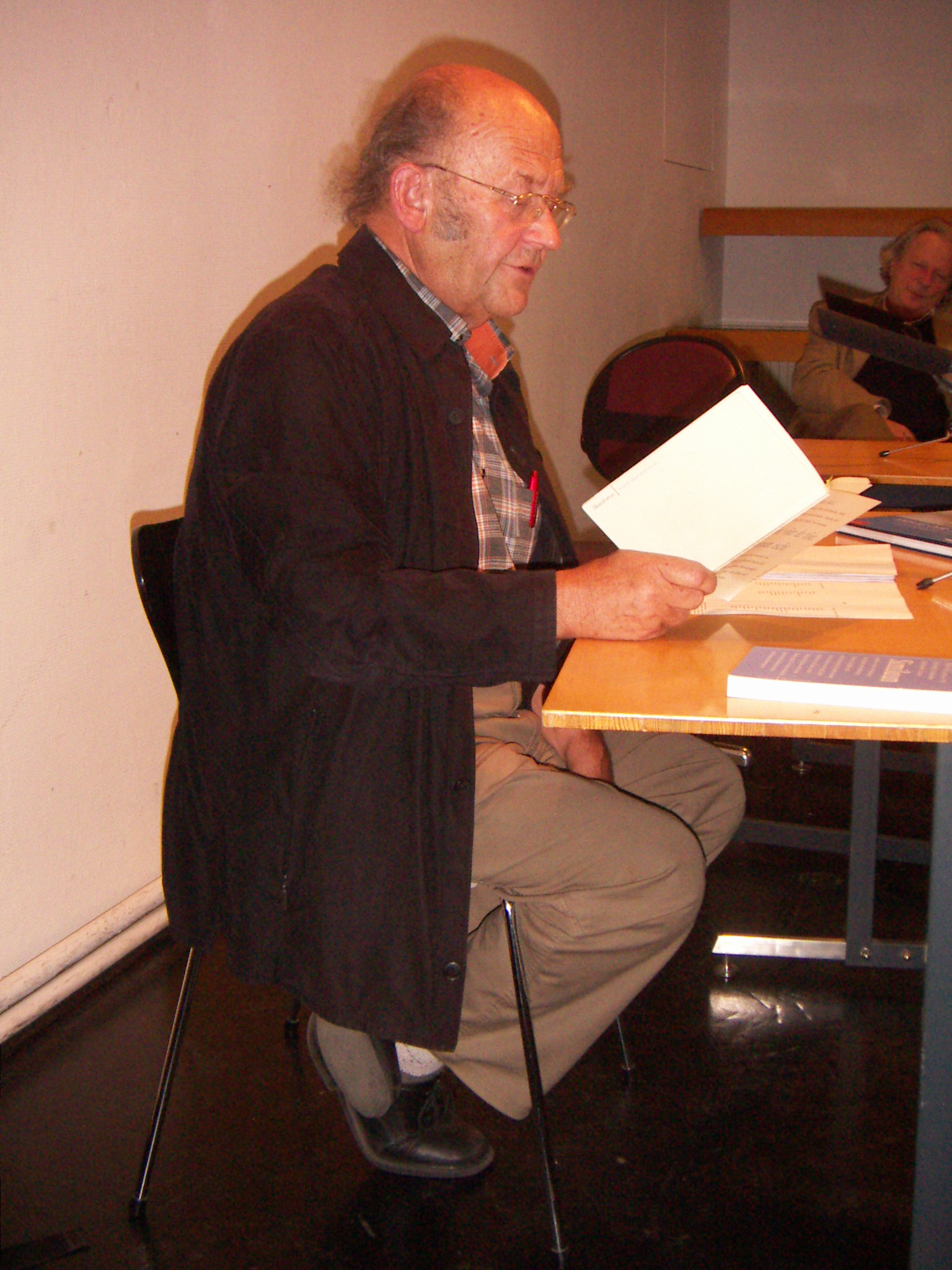
5. Februar: Hans Haid
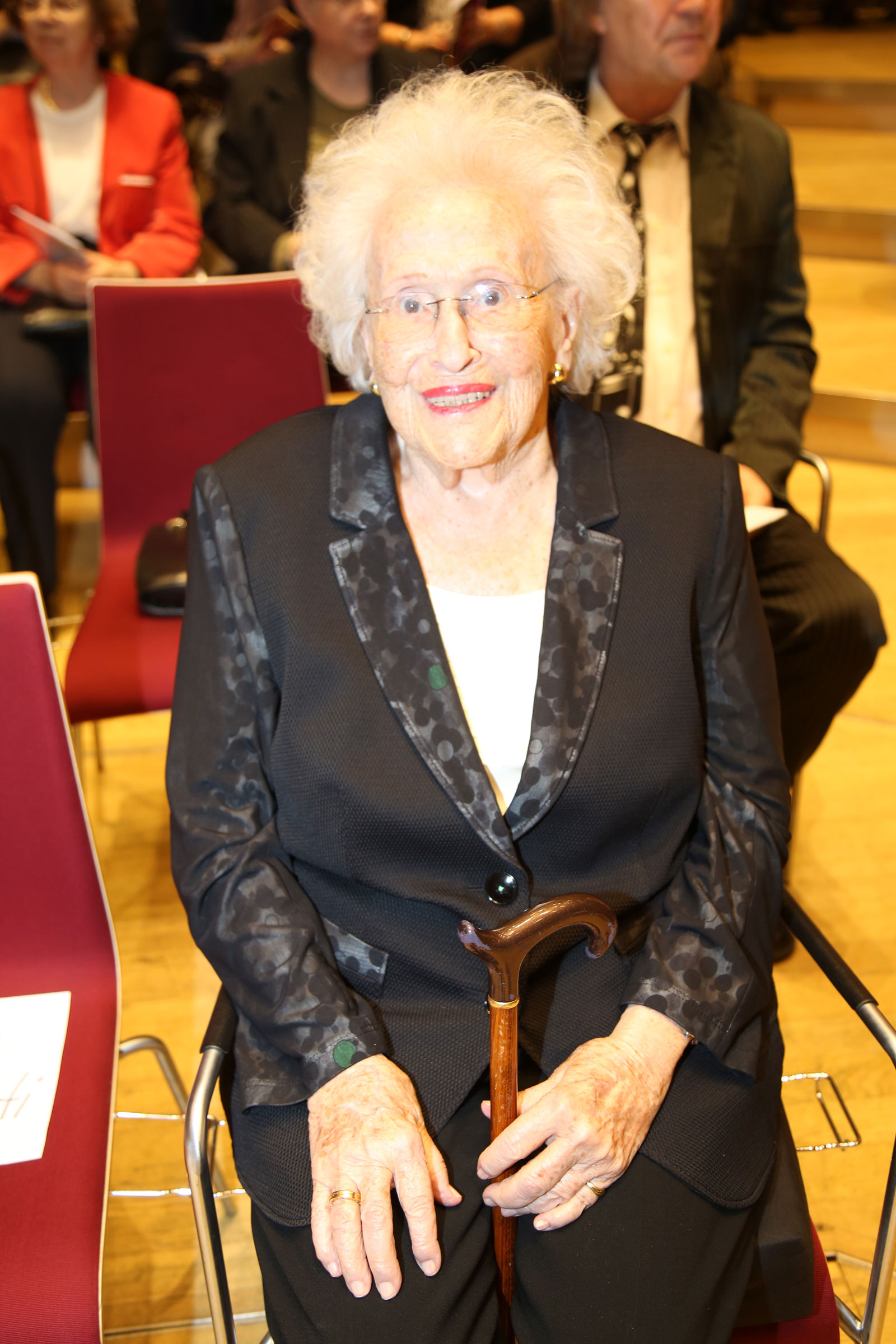
21. Februar: Hilde Zadek
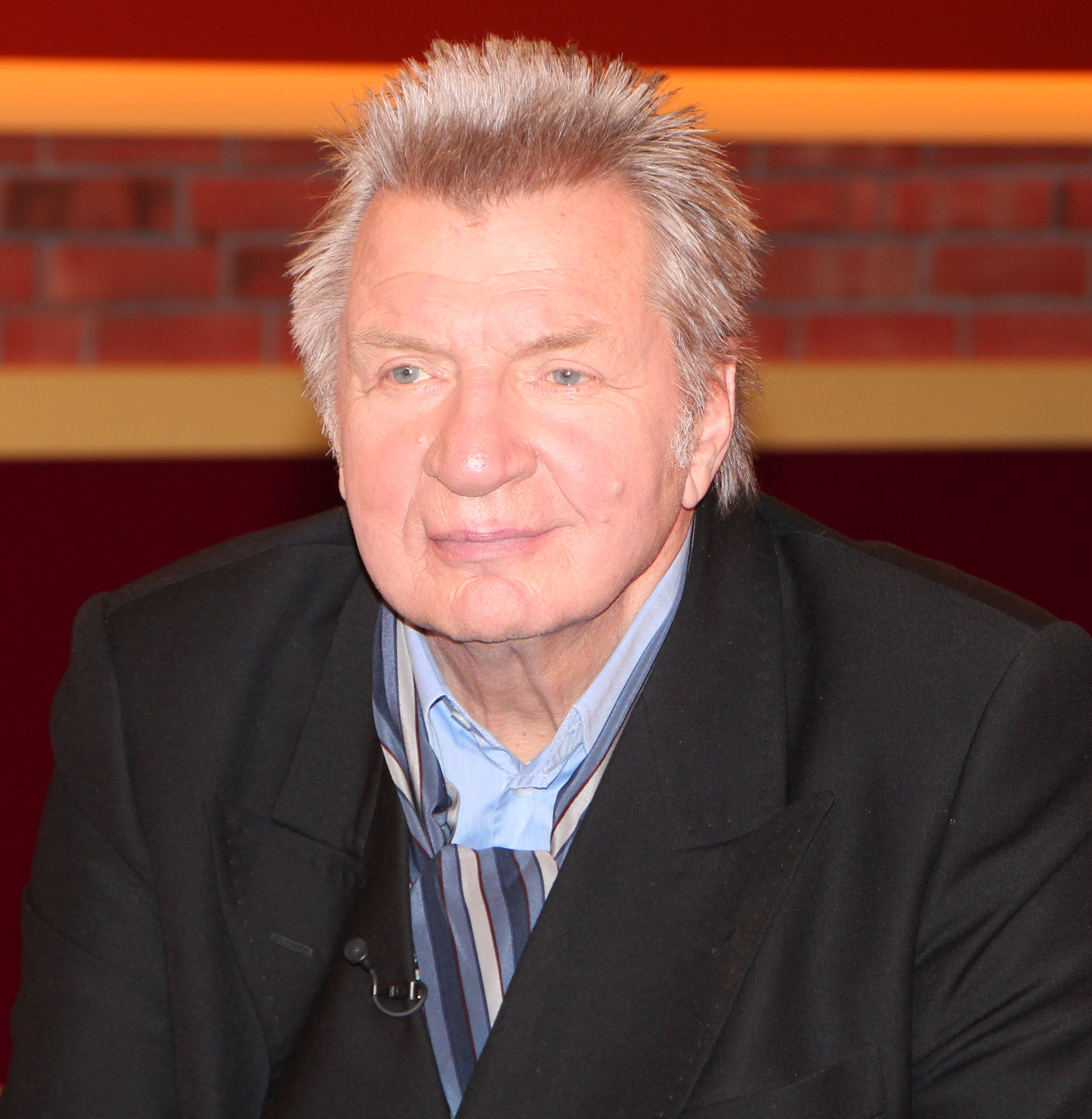
2. März: Werner Schneyder
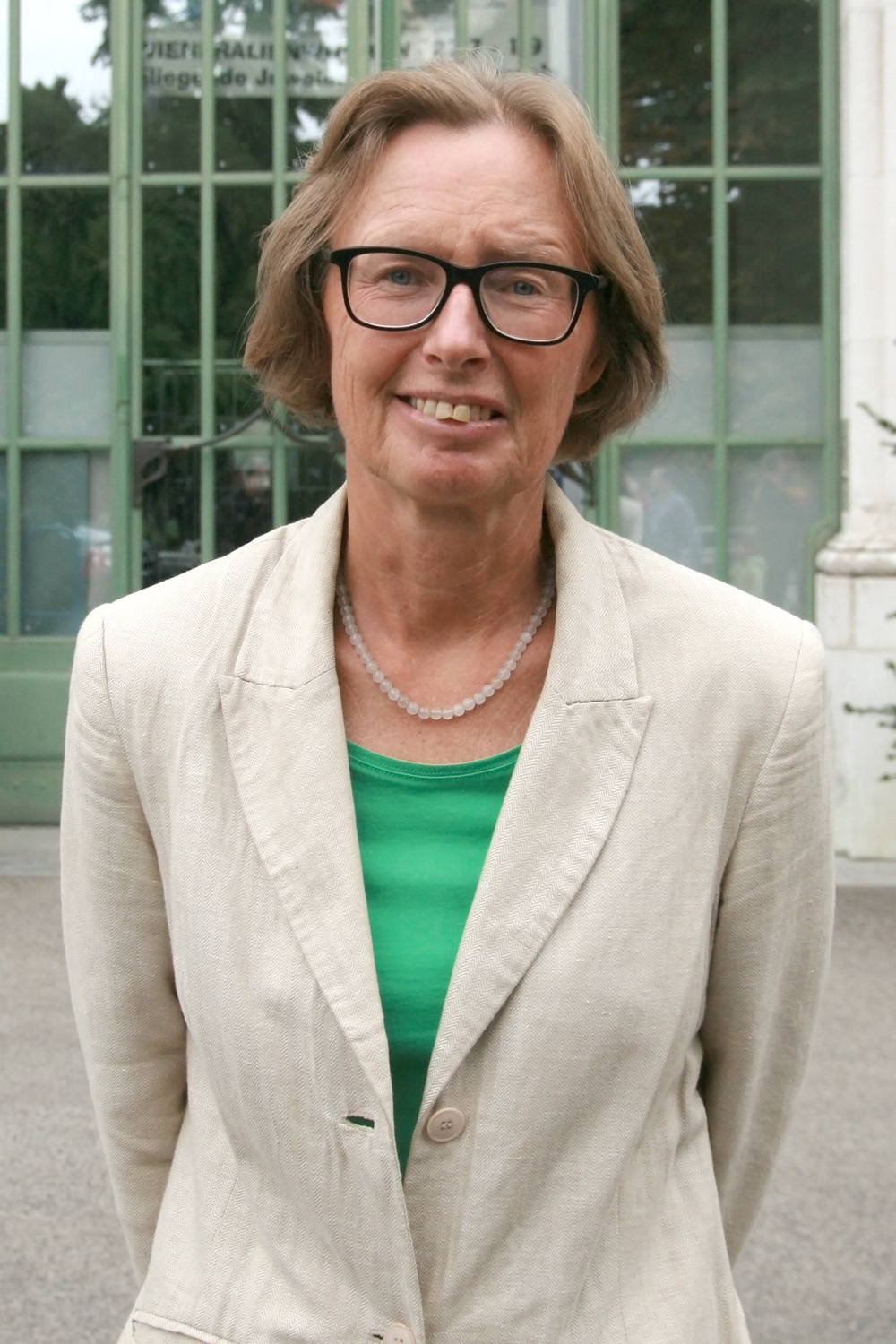
12. März: Gabriela Moser
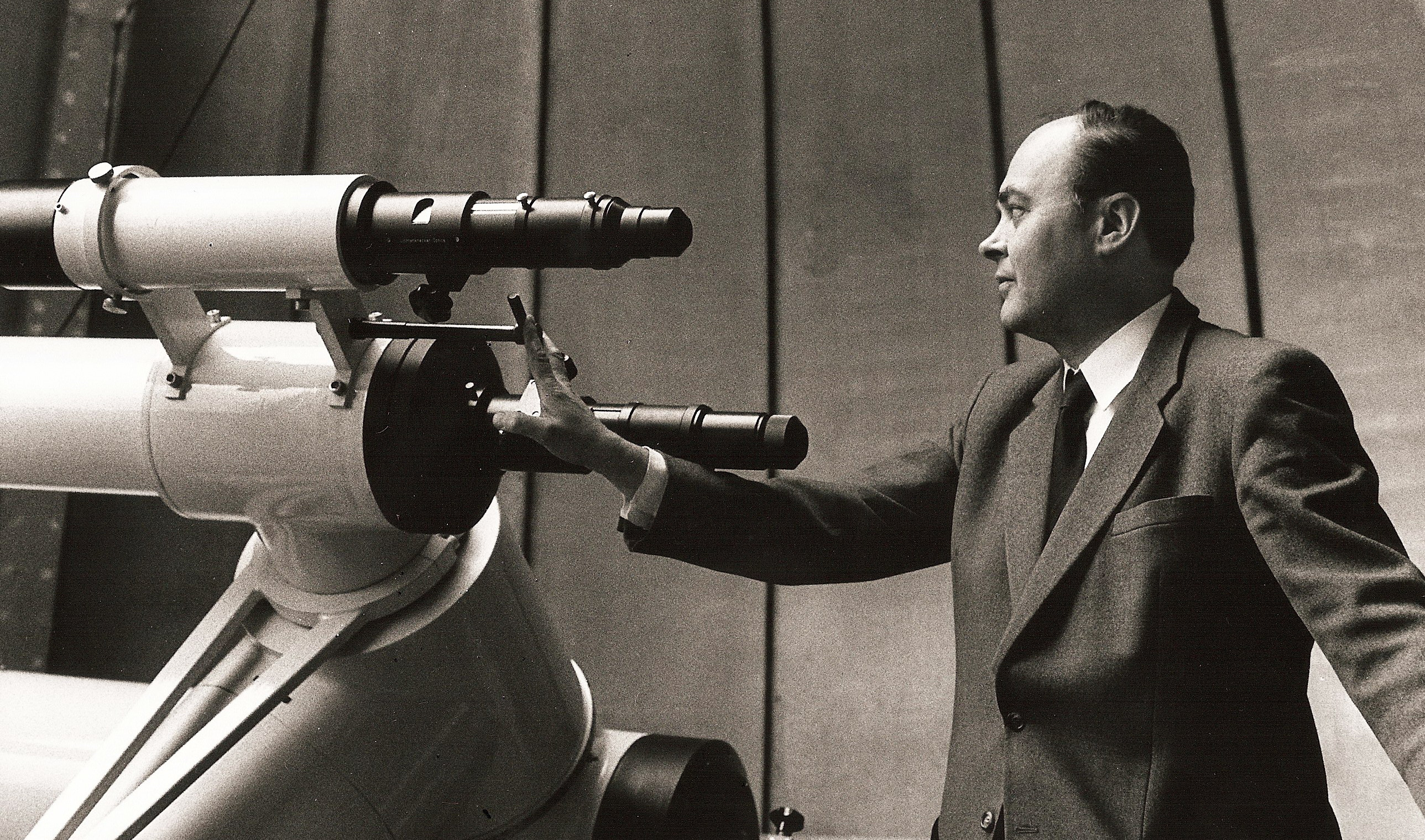
12. März: Hermann Mucke
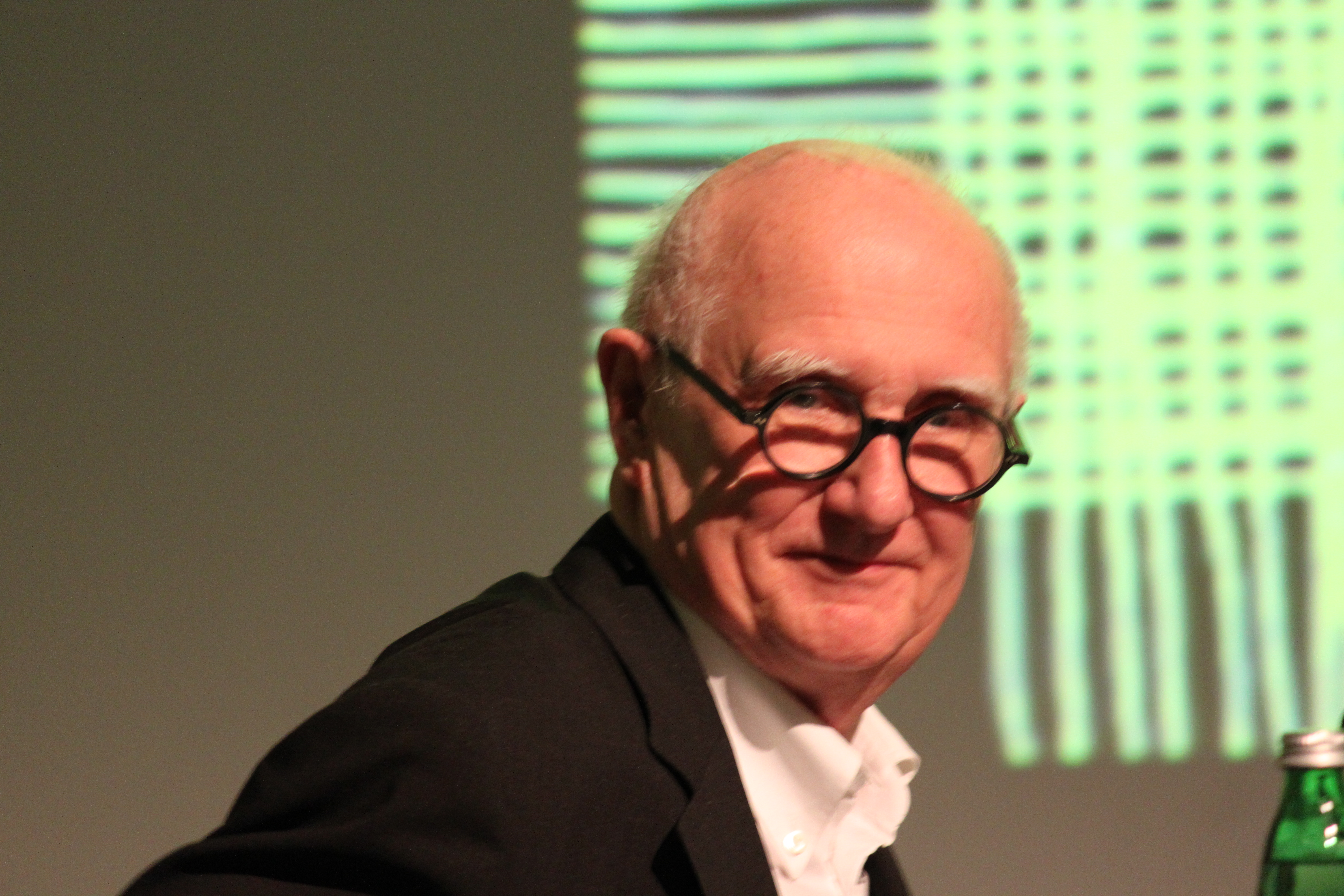
27. März: Friedrich Achleitner
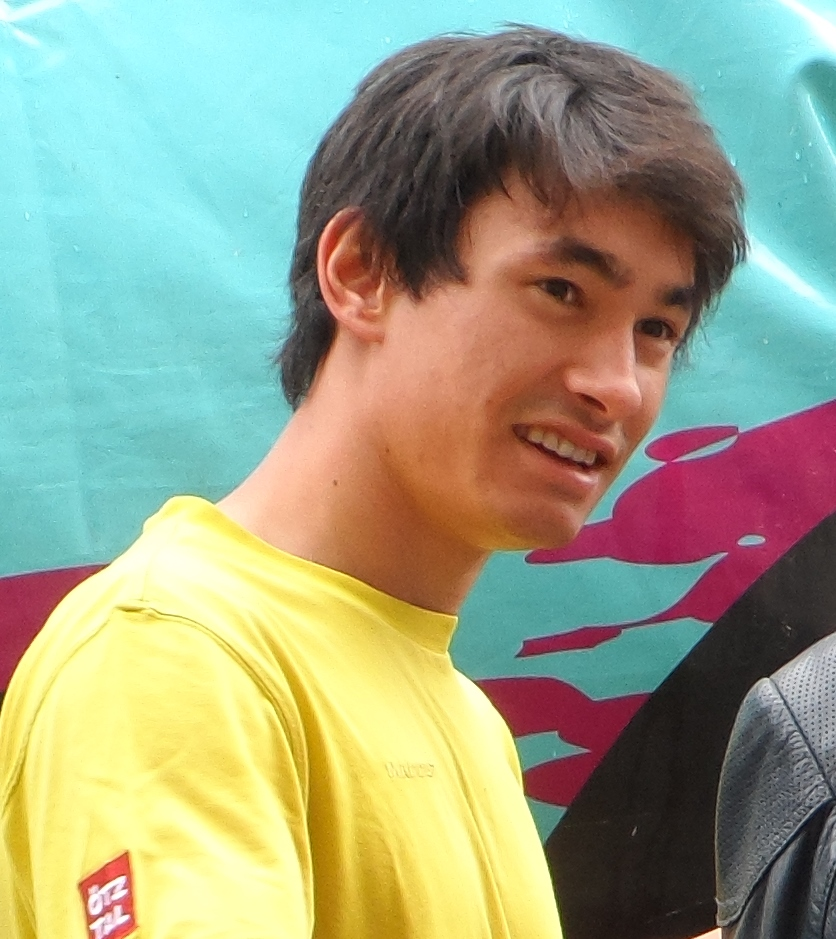
16. April: David Lama
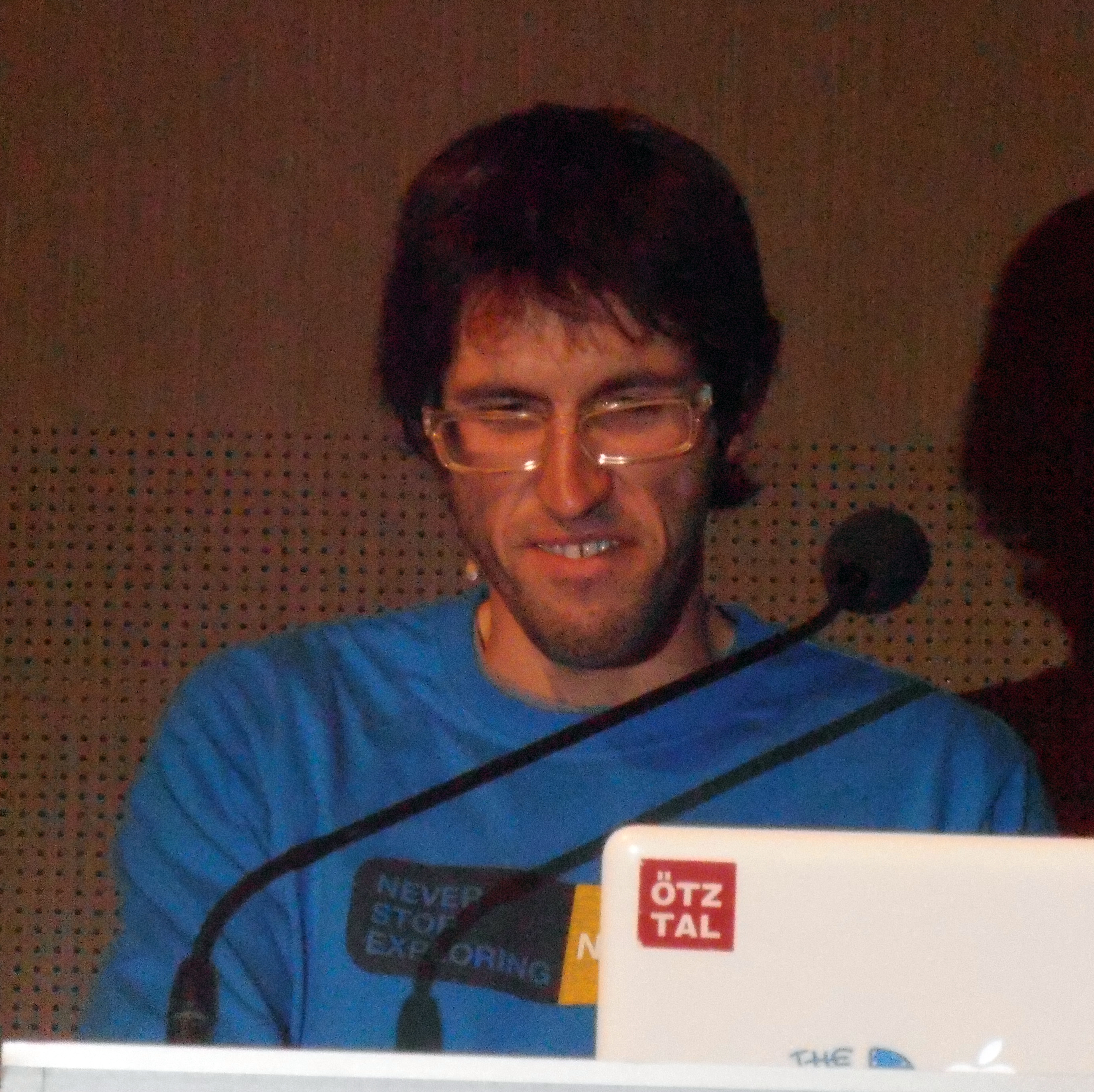
16. April: Hansjörg Auer
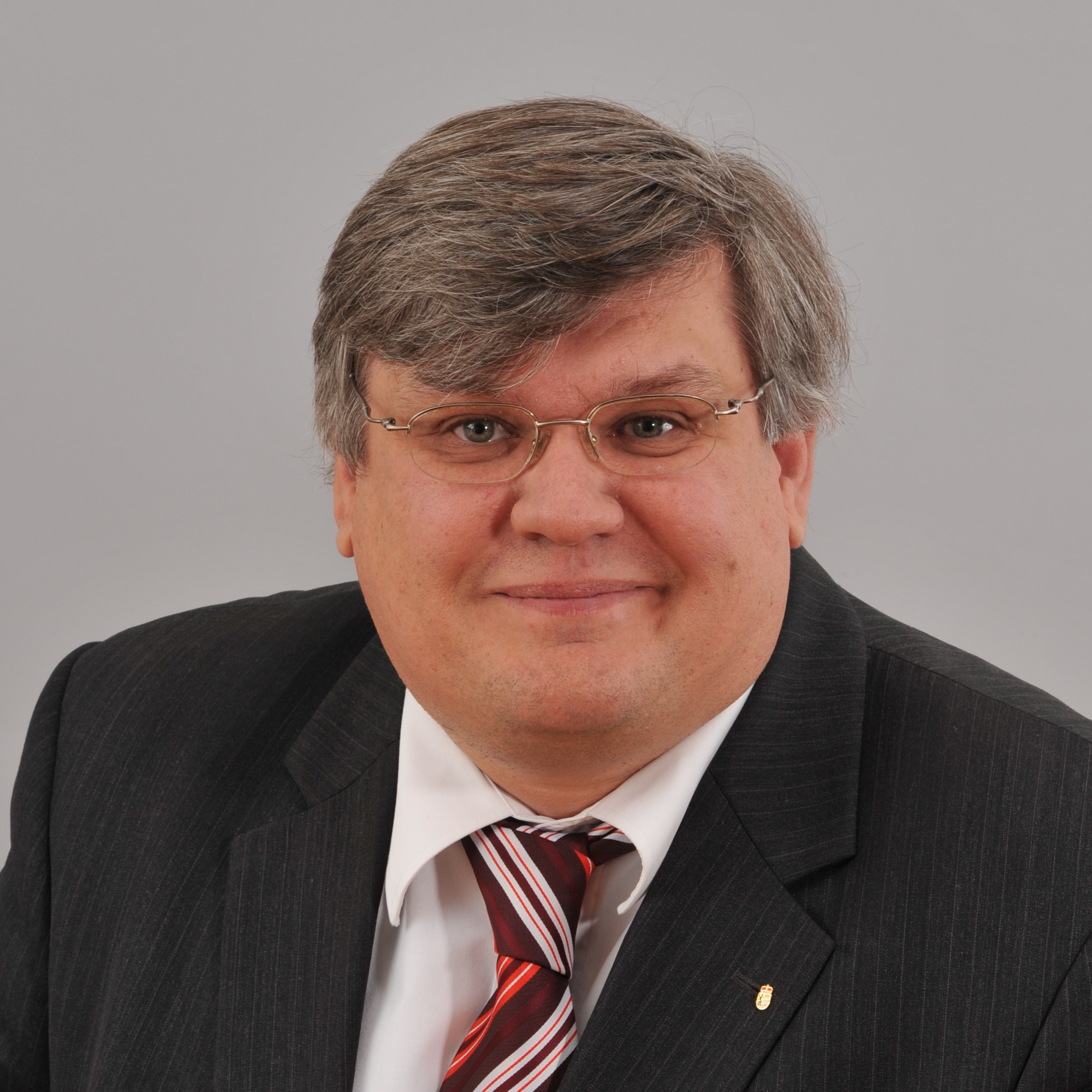
1. Mai: Lukas Essl
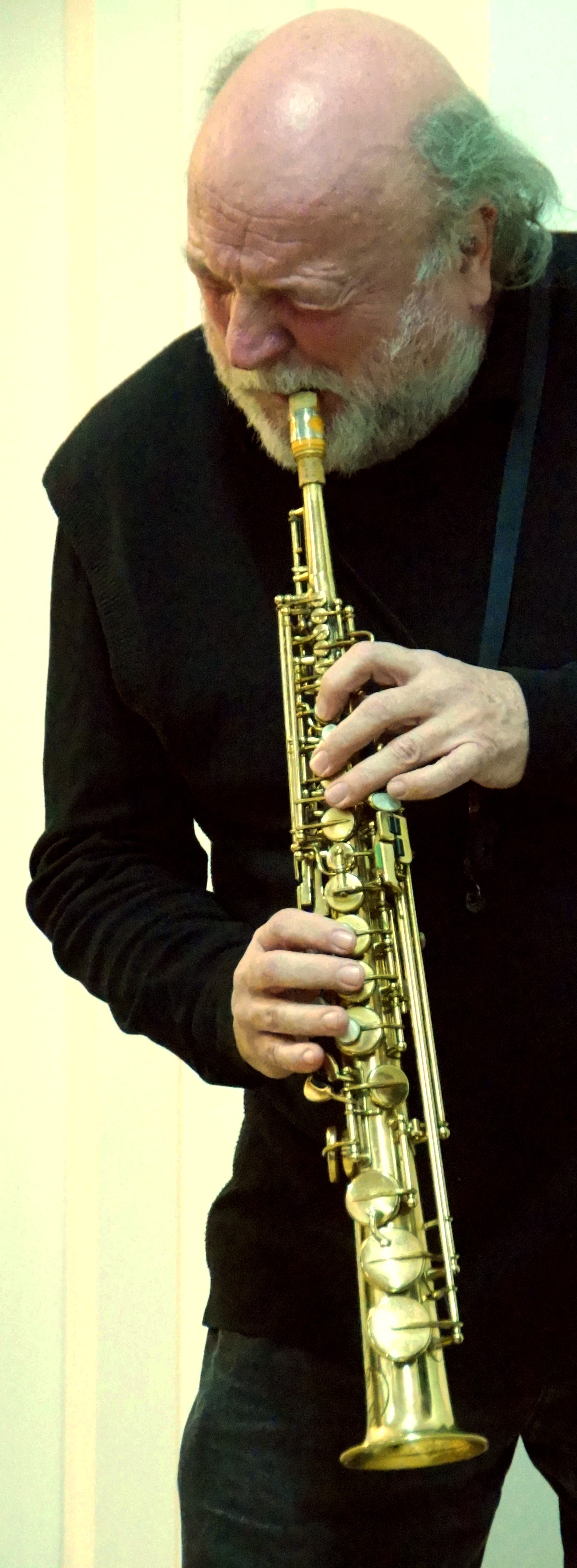
7. Mai: Fritz Novotny
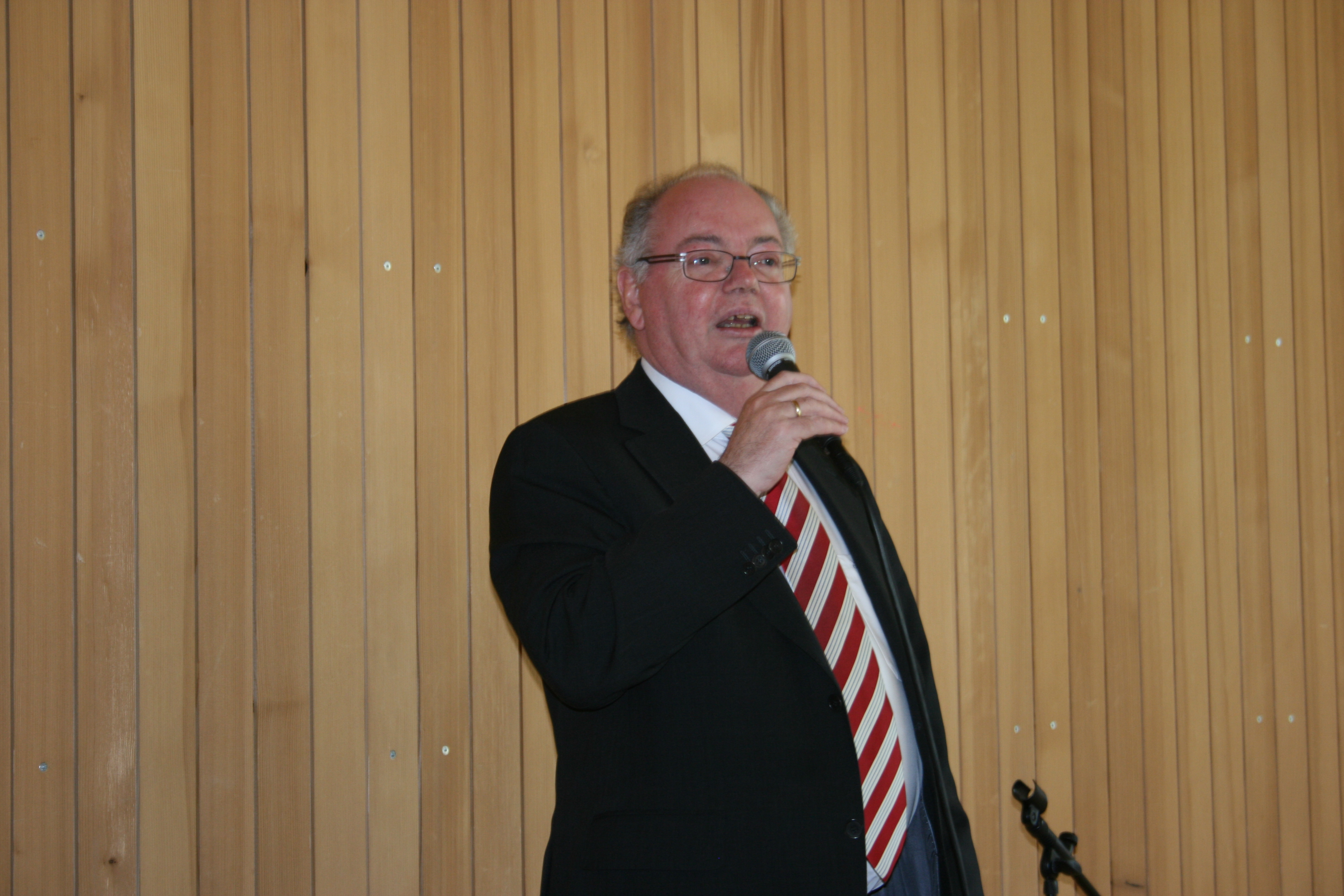
7. Mai: Wolfgang Rümmele
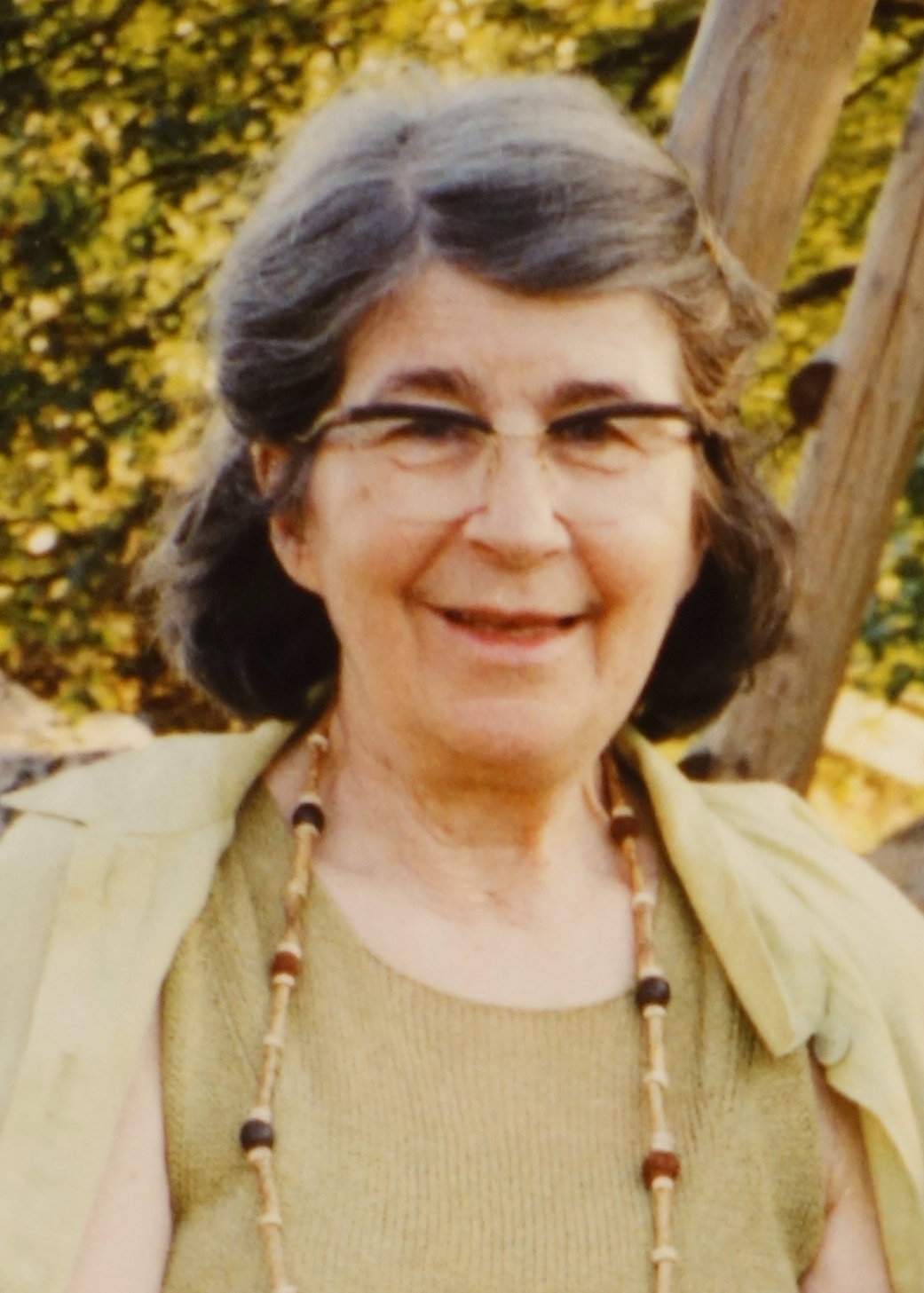
10. Mai: Ingrid Nargang
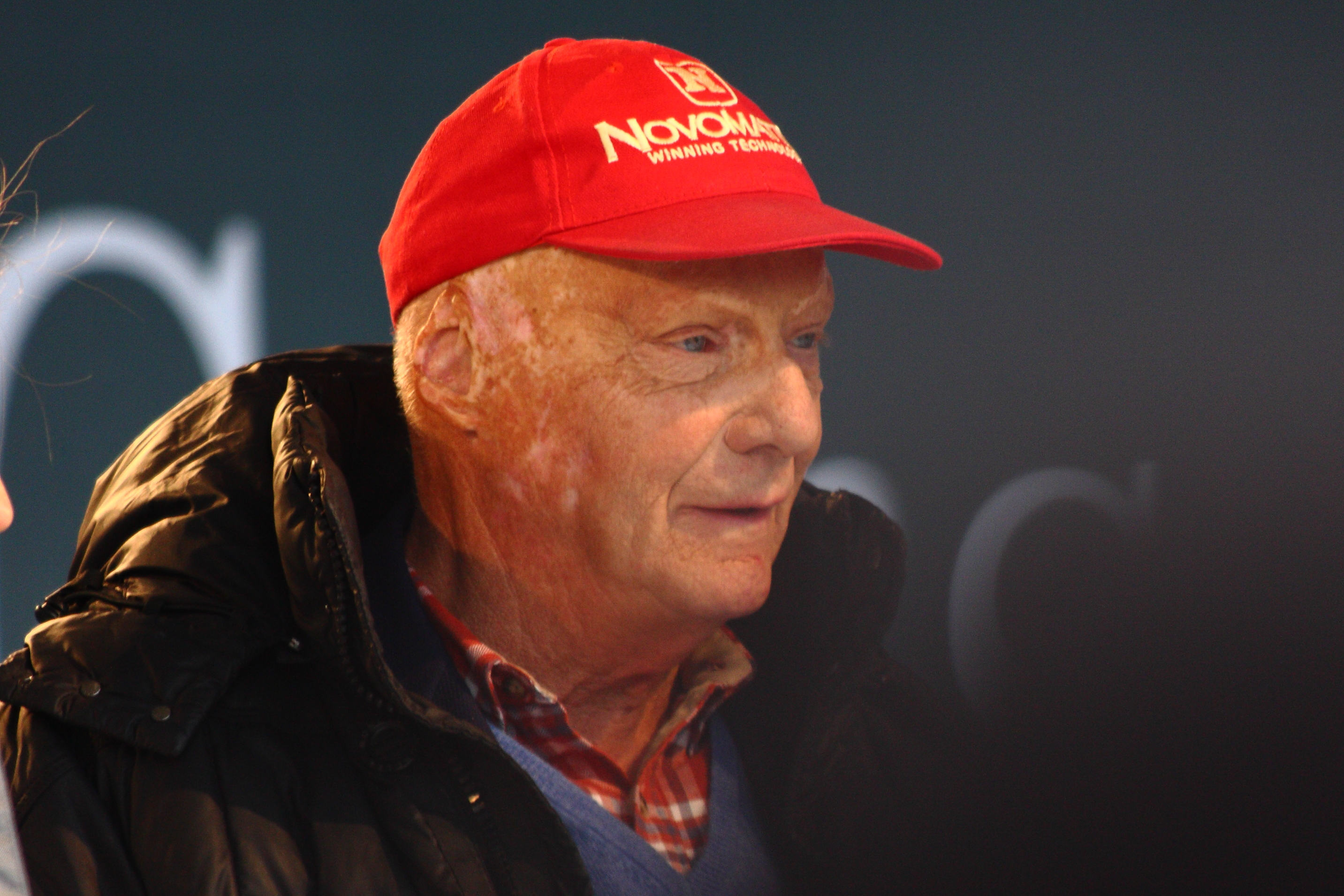
20. Mai: Niki Lauda
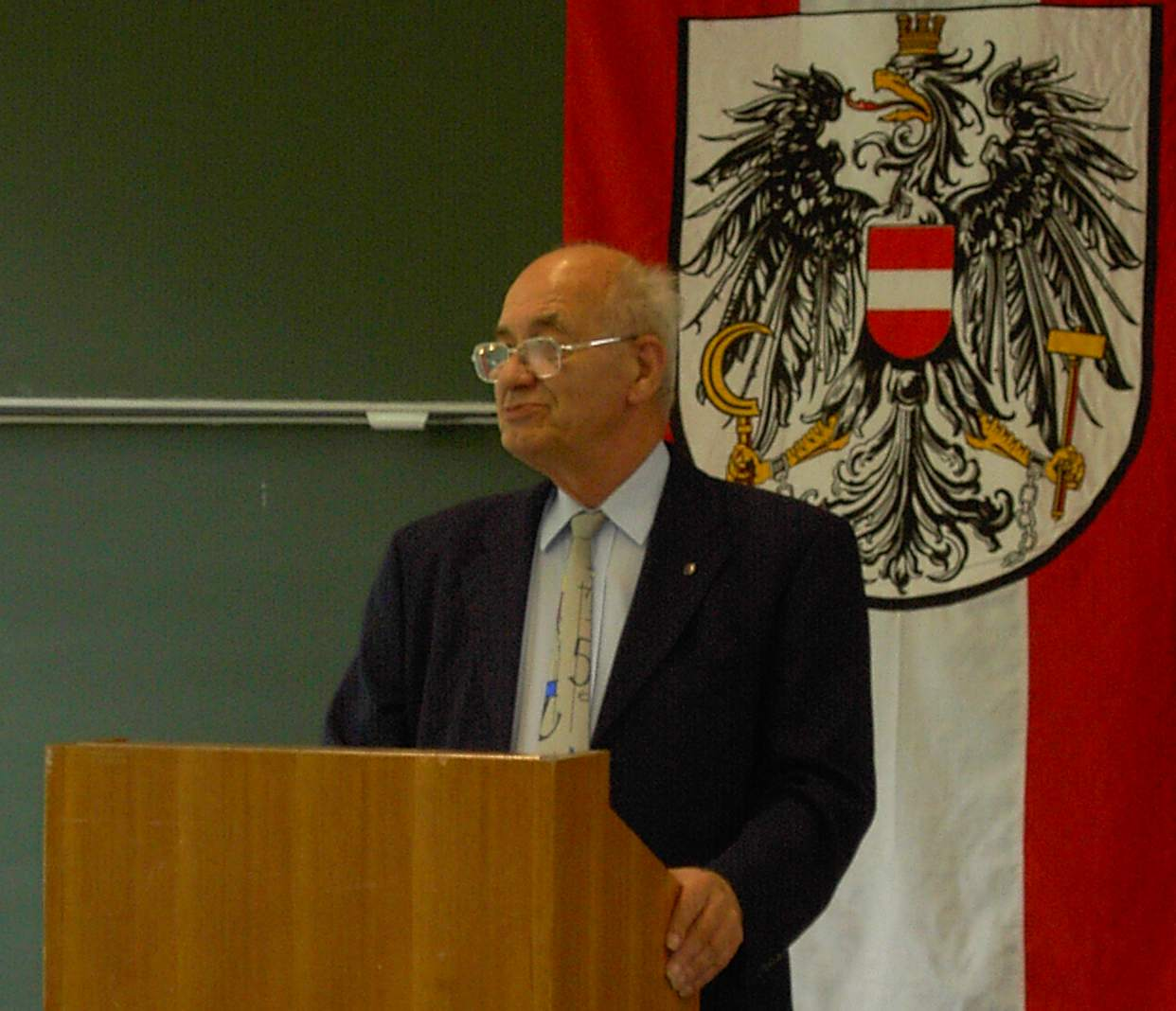
30. Mai: Gerd Baron
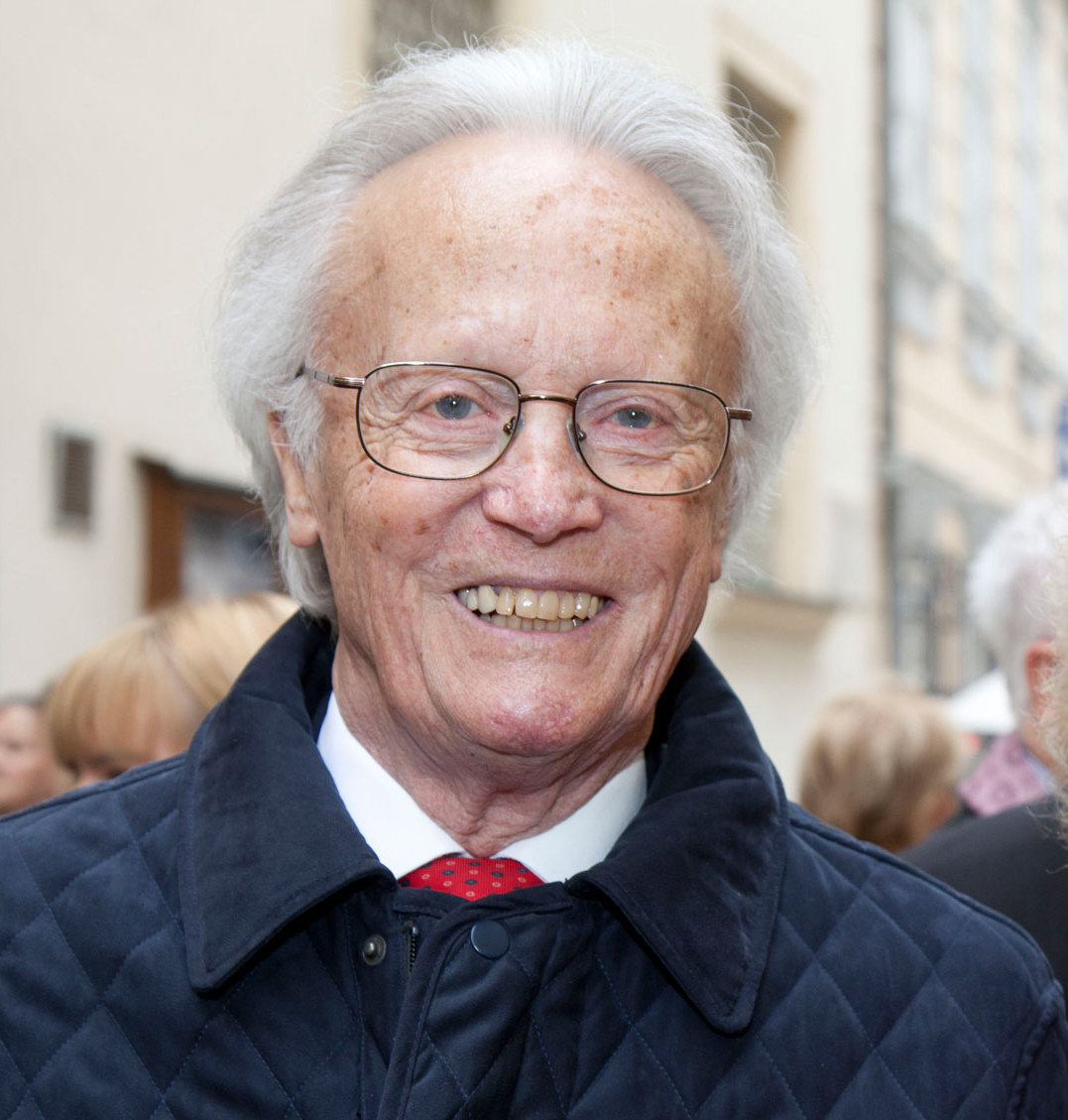
4. Juni: Albert Rohan
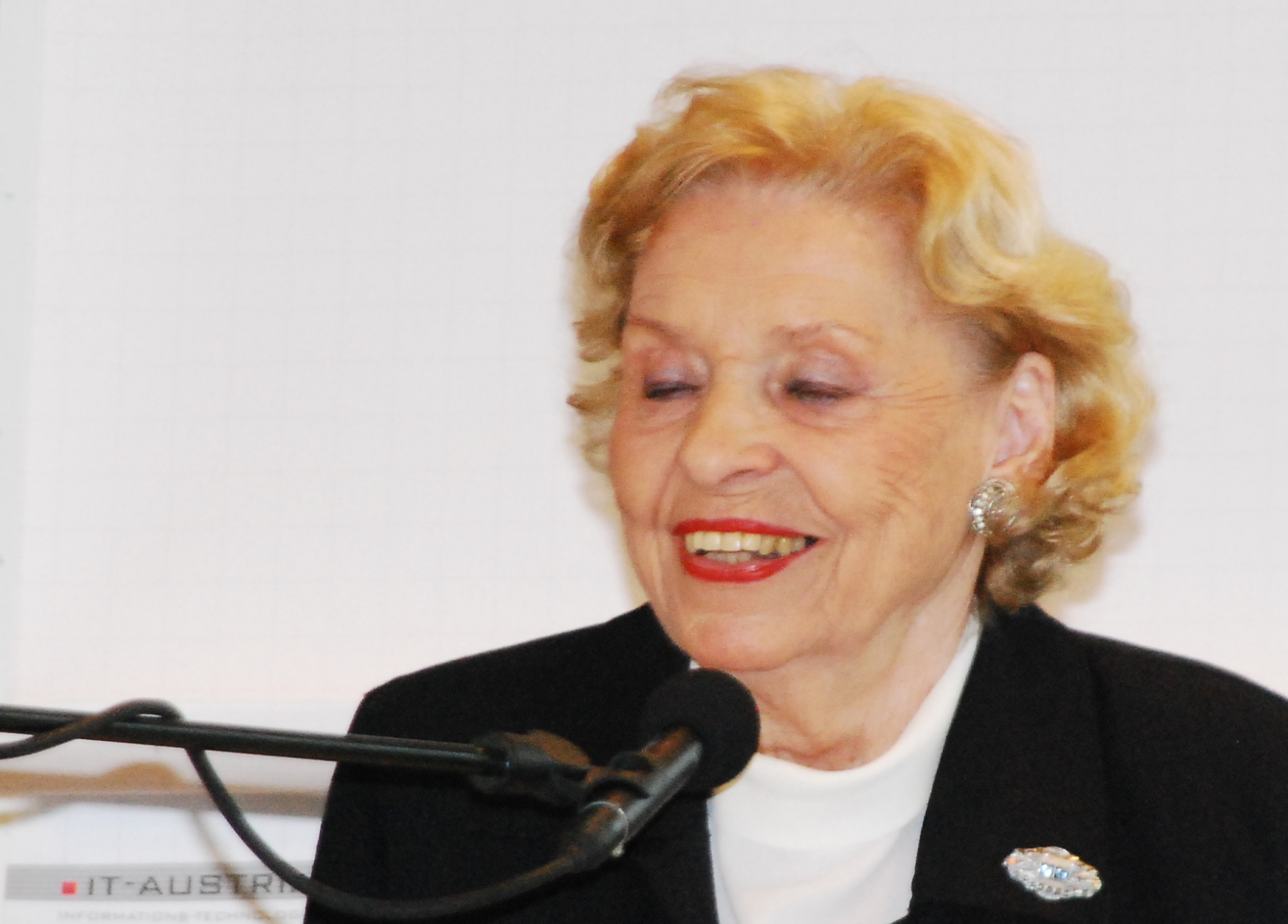
5. Juni: Rosemarie Isopp
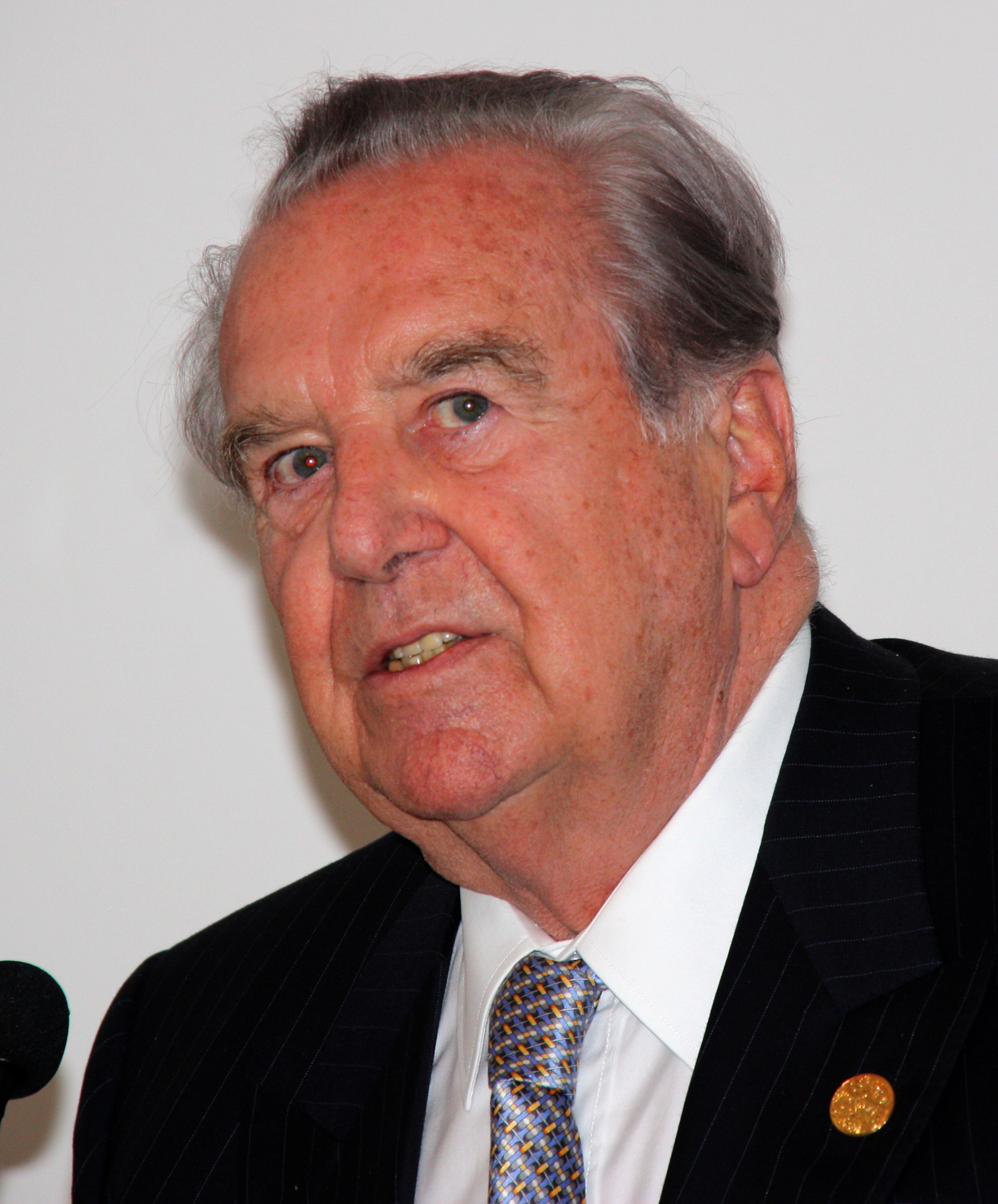
8. Juni: Herbert Batliner
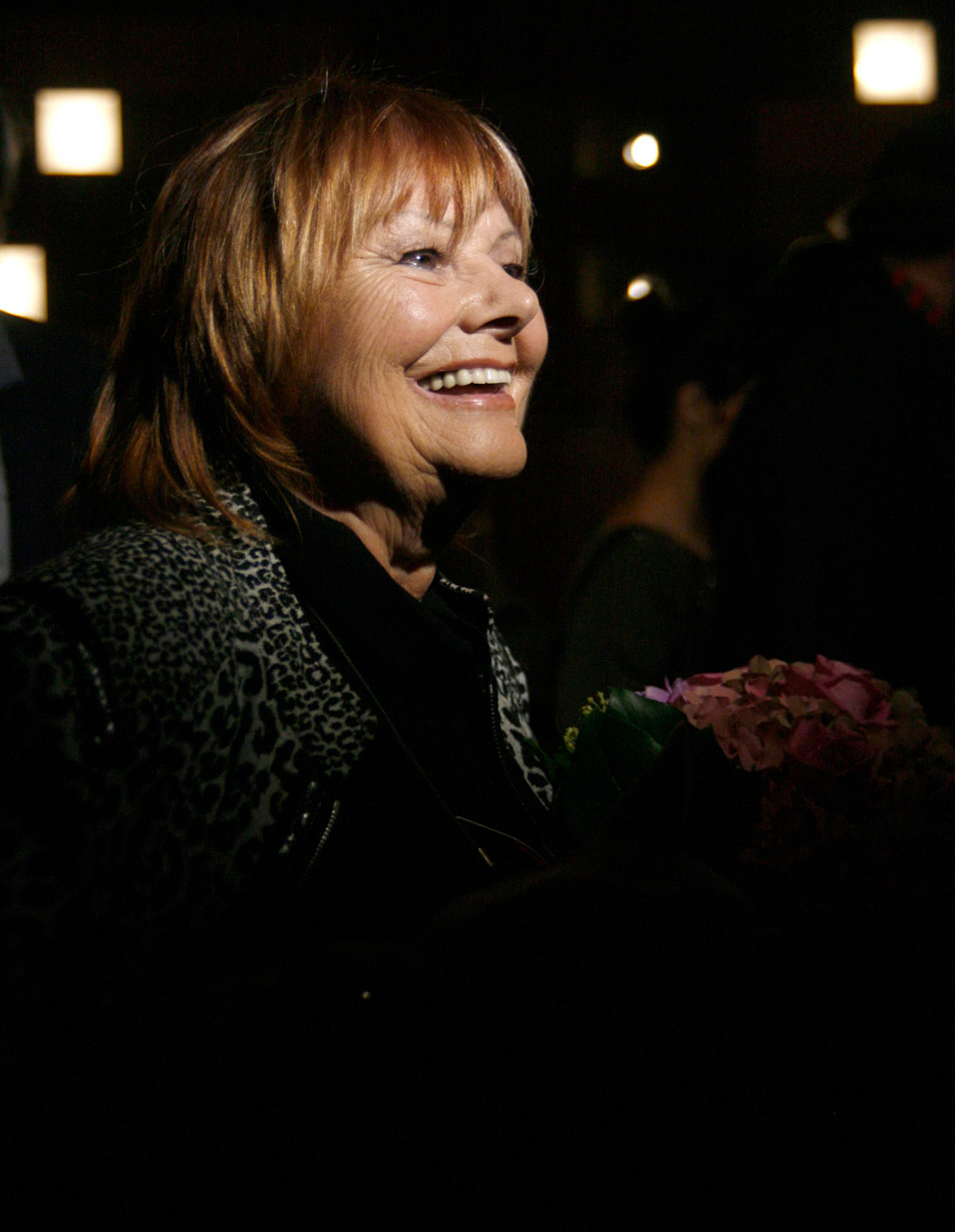
12. Juni: Elfriede Ott
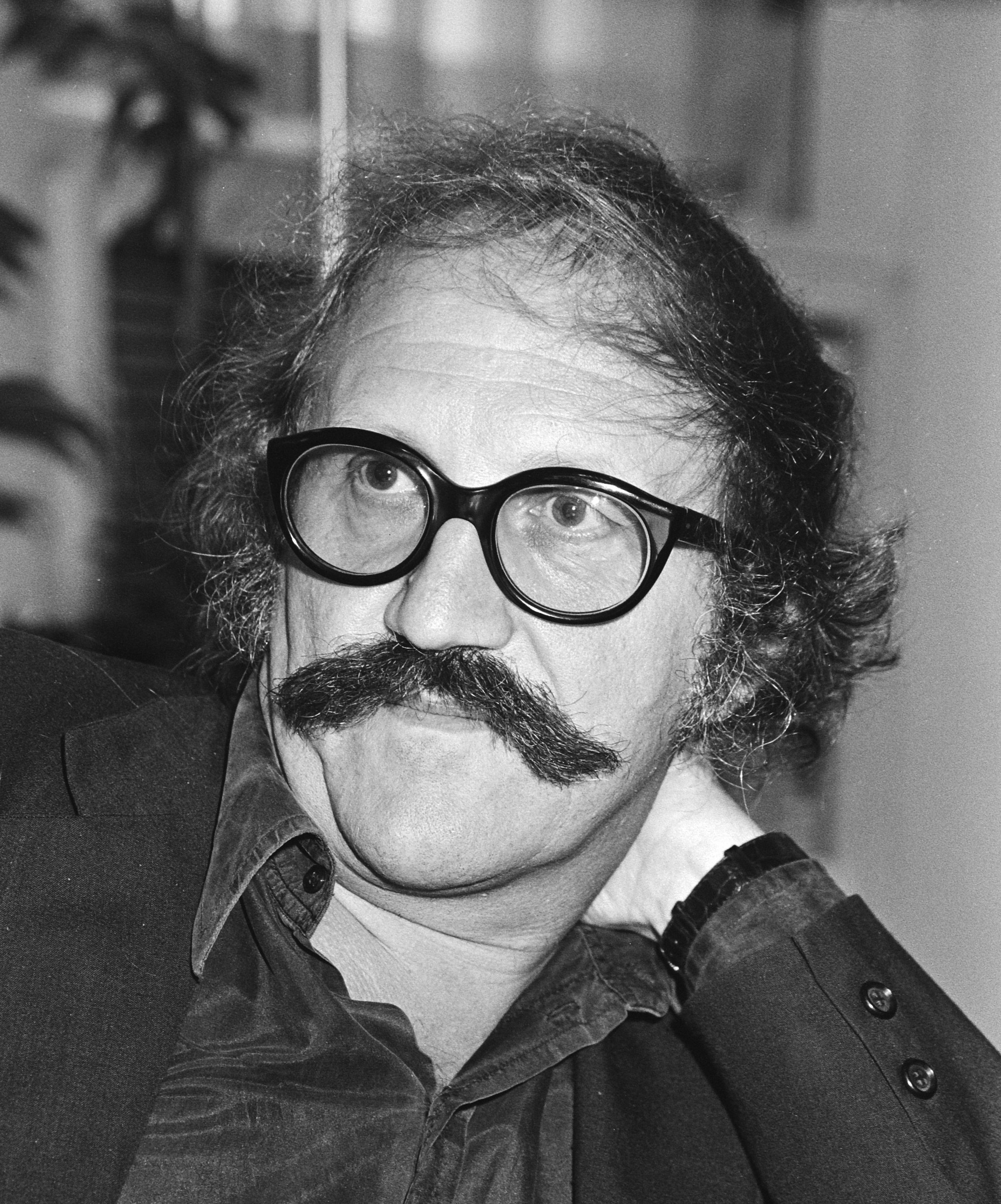
15. Juni: Wilhelm Holzbauer
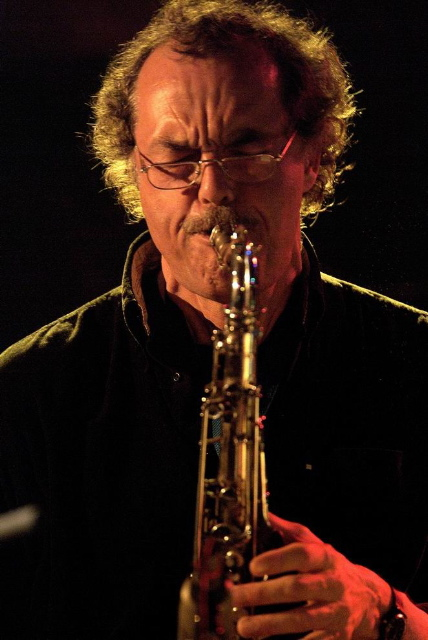
15. Juni: Karlheinz Miklin
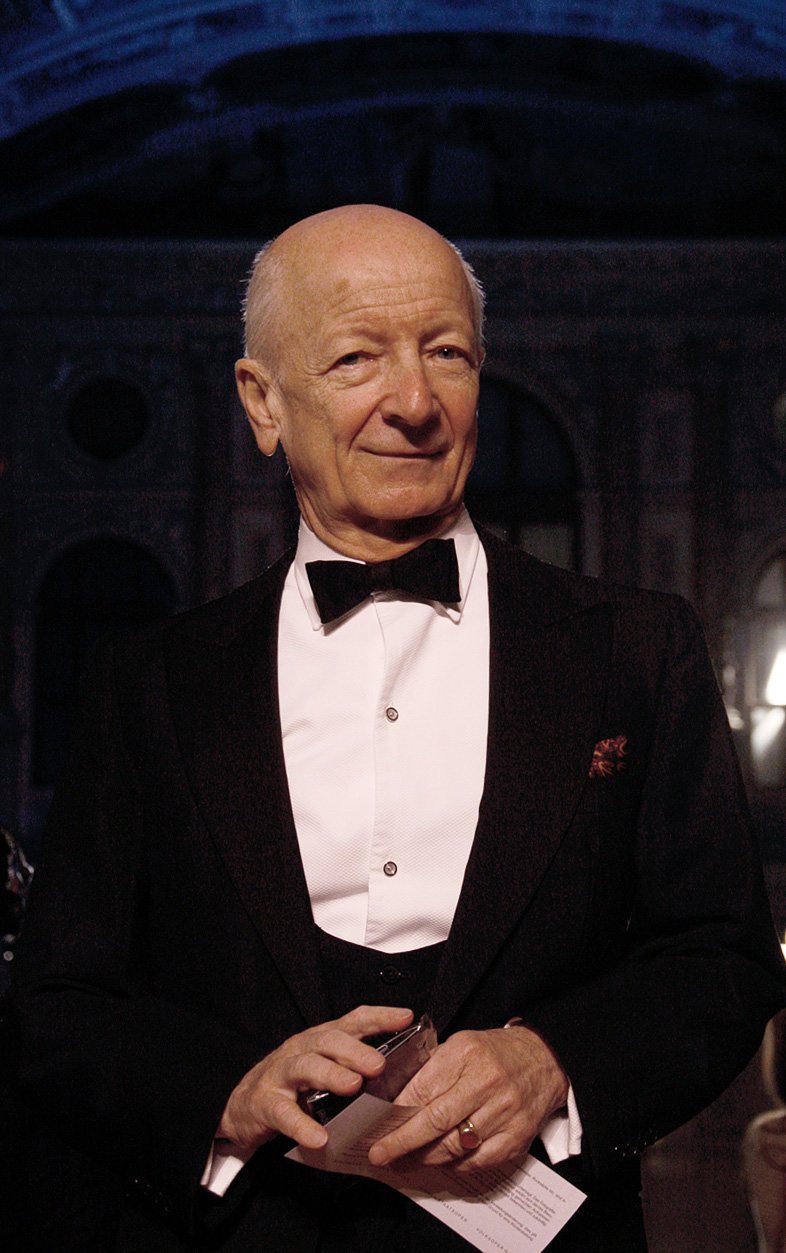
20. Juni: Peter Matić
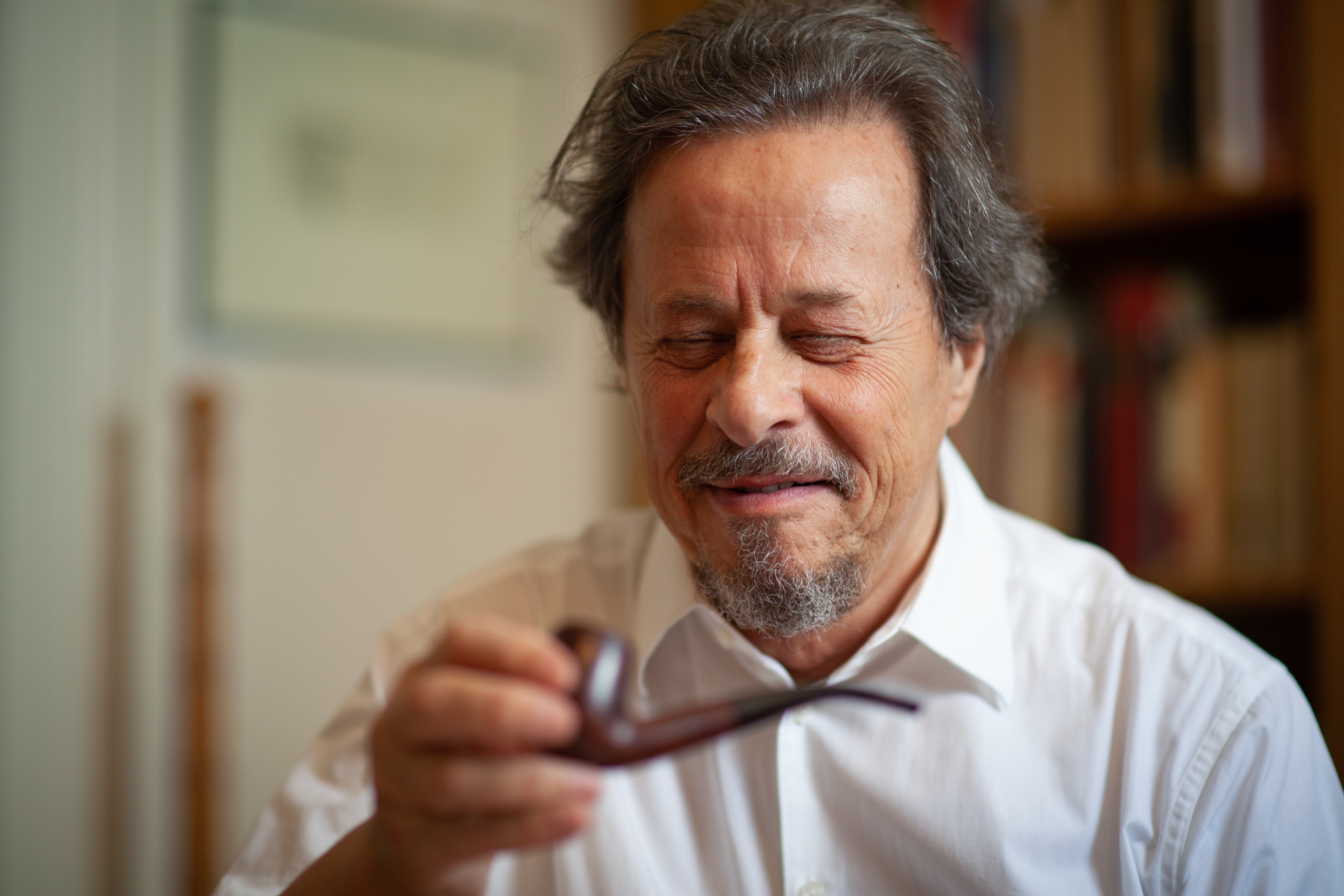
24. Juni: Iván Eröd
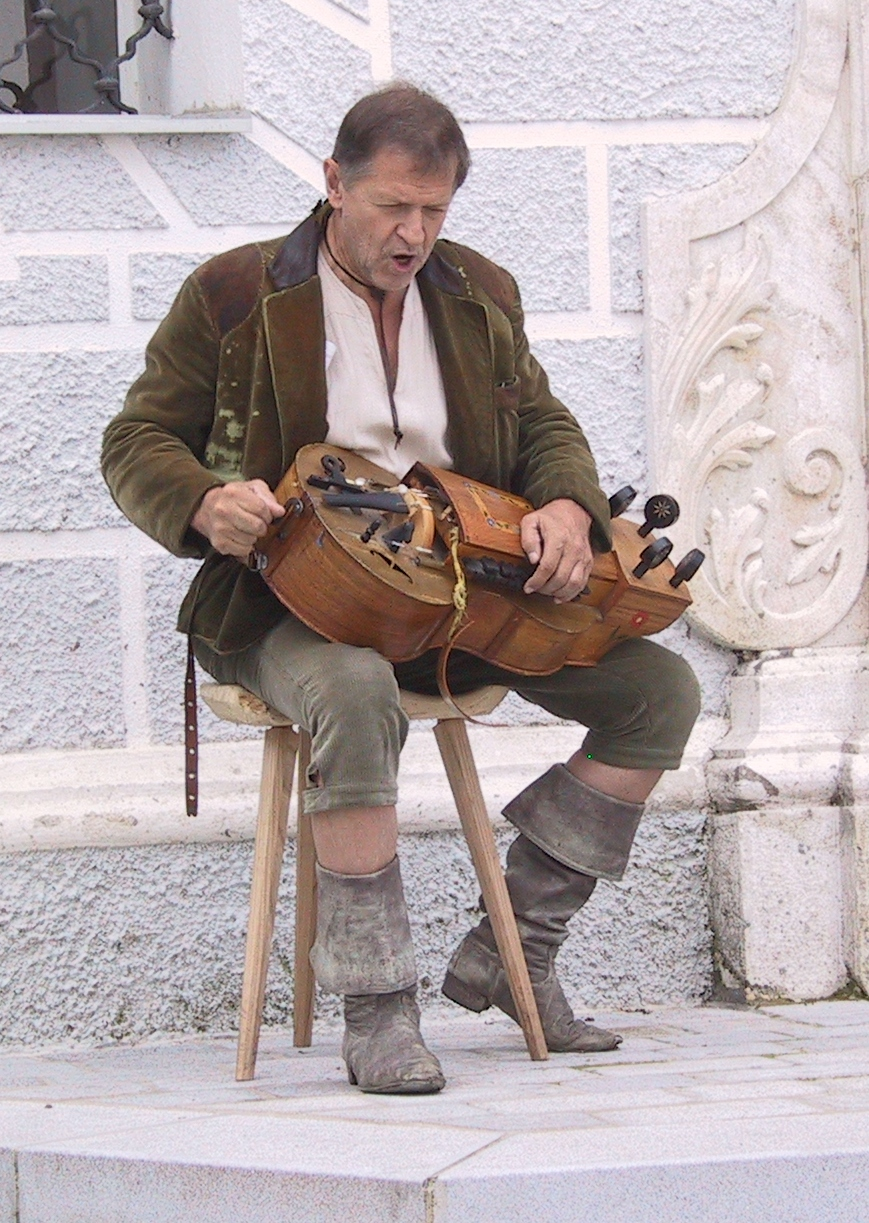
12. Juli: Eberhard Kummer
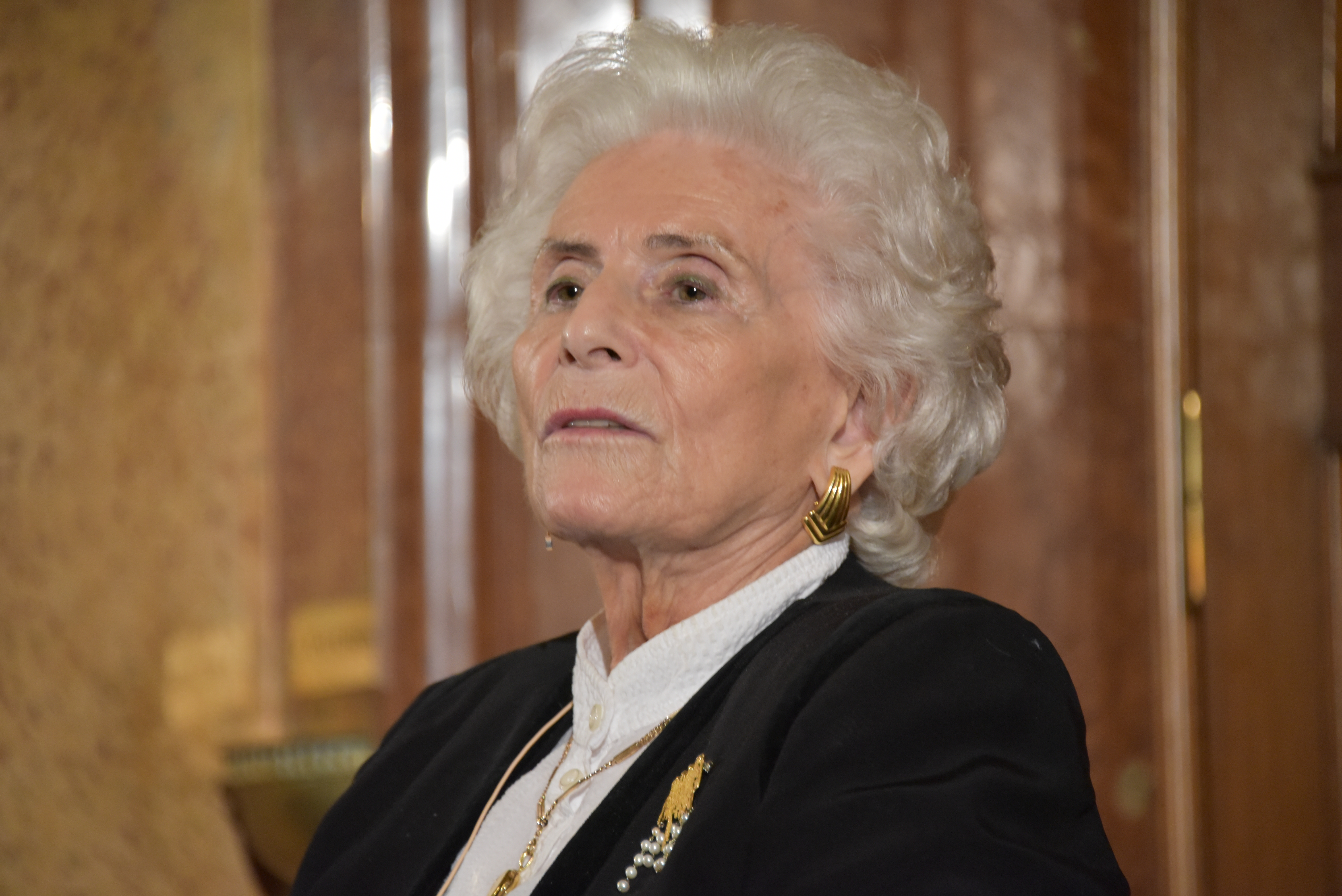
2. August: Suzanne-Lucienne Rabinovici
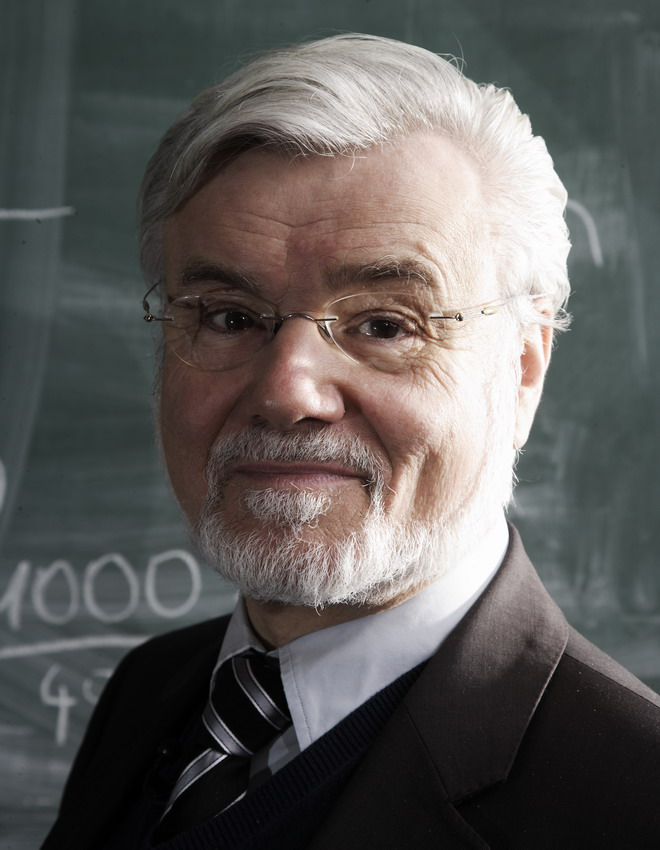
18. August: Ulf Stahl
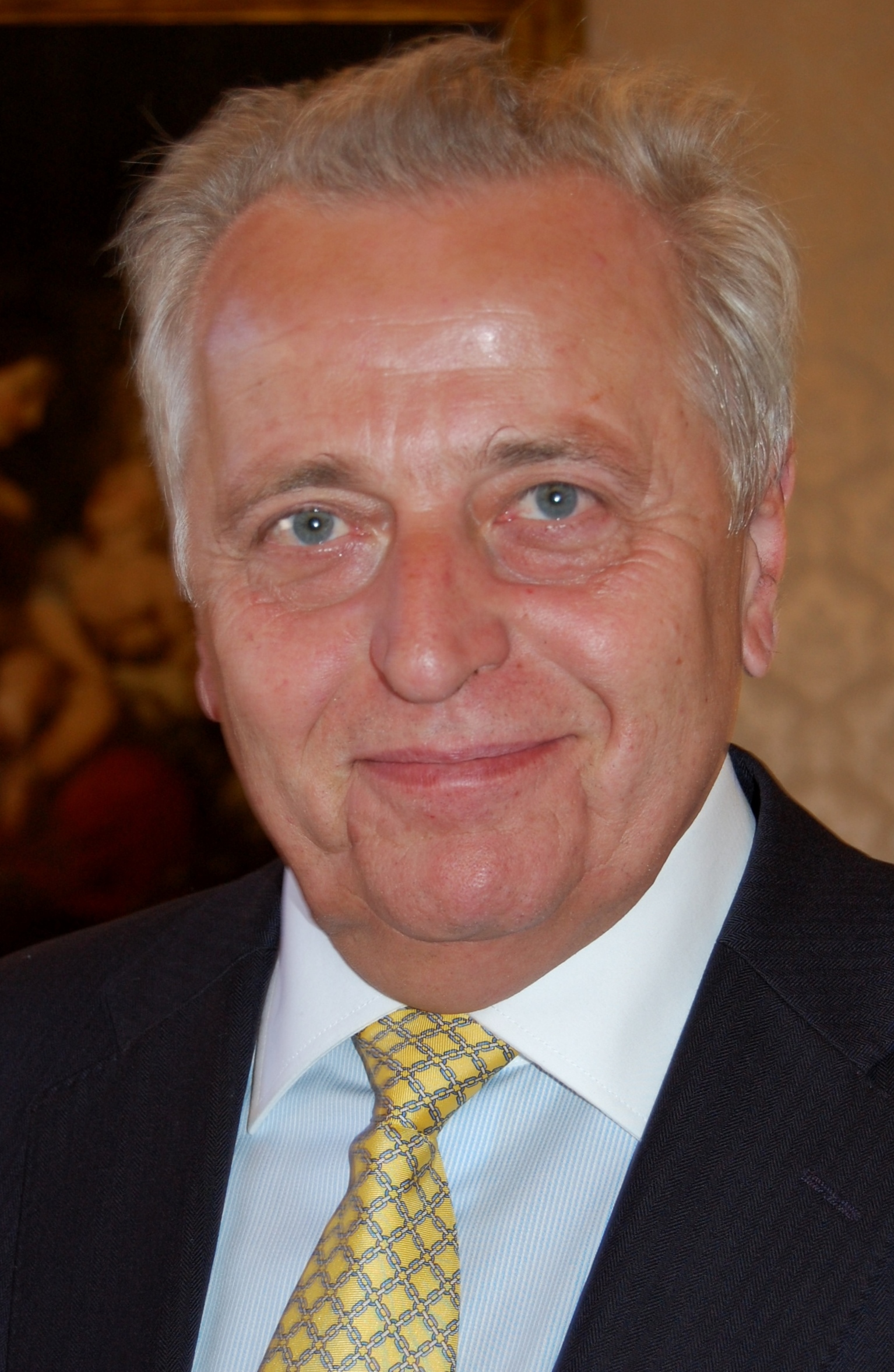
20. August: Rudolf Hundstorfer
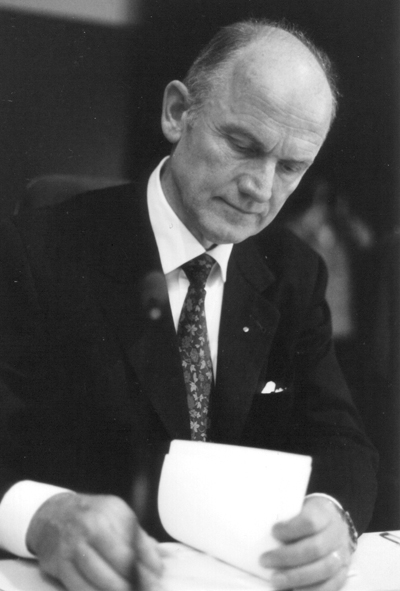
25. August: Ferdinand Piëch
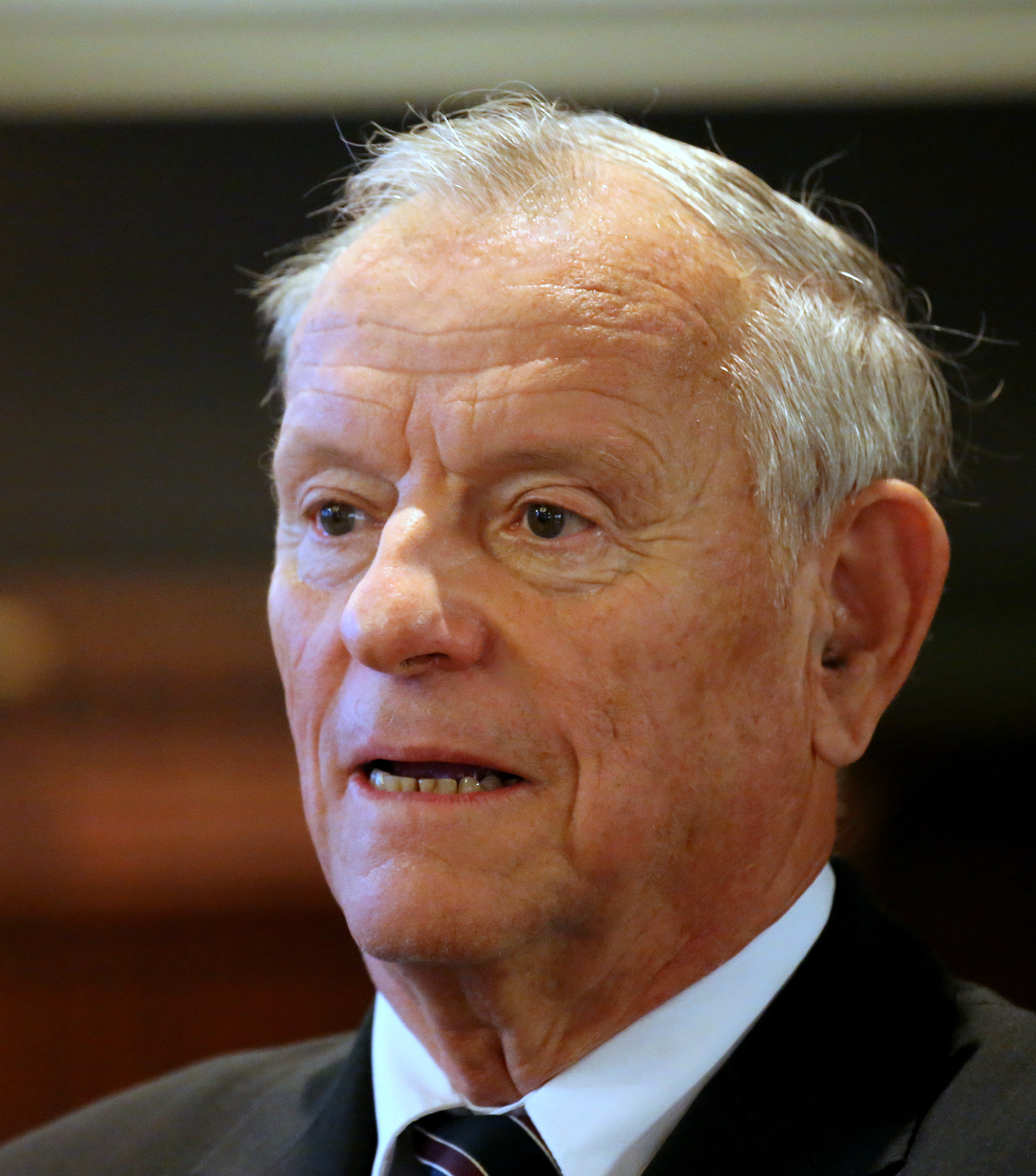
2. September: Helmut Rauch
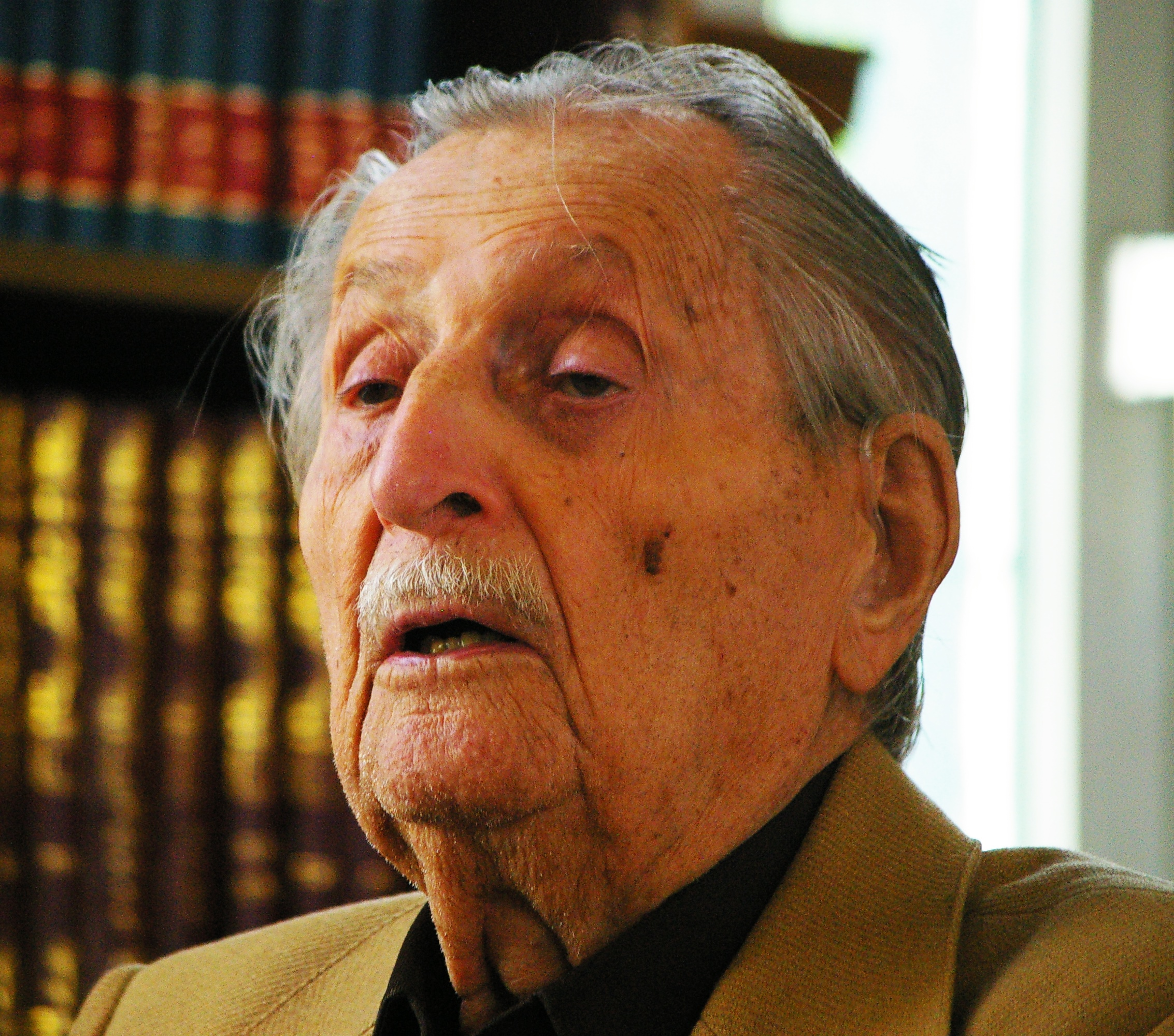
19. September: Marko Feingold
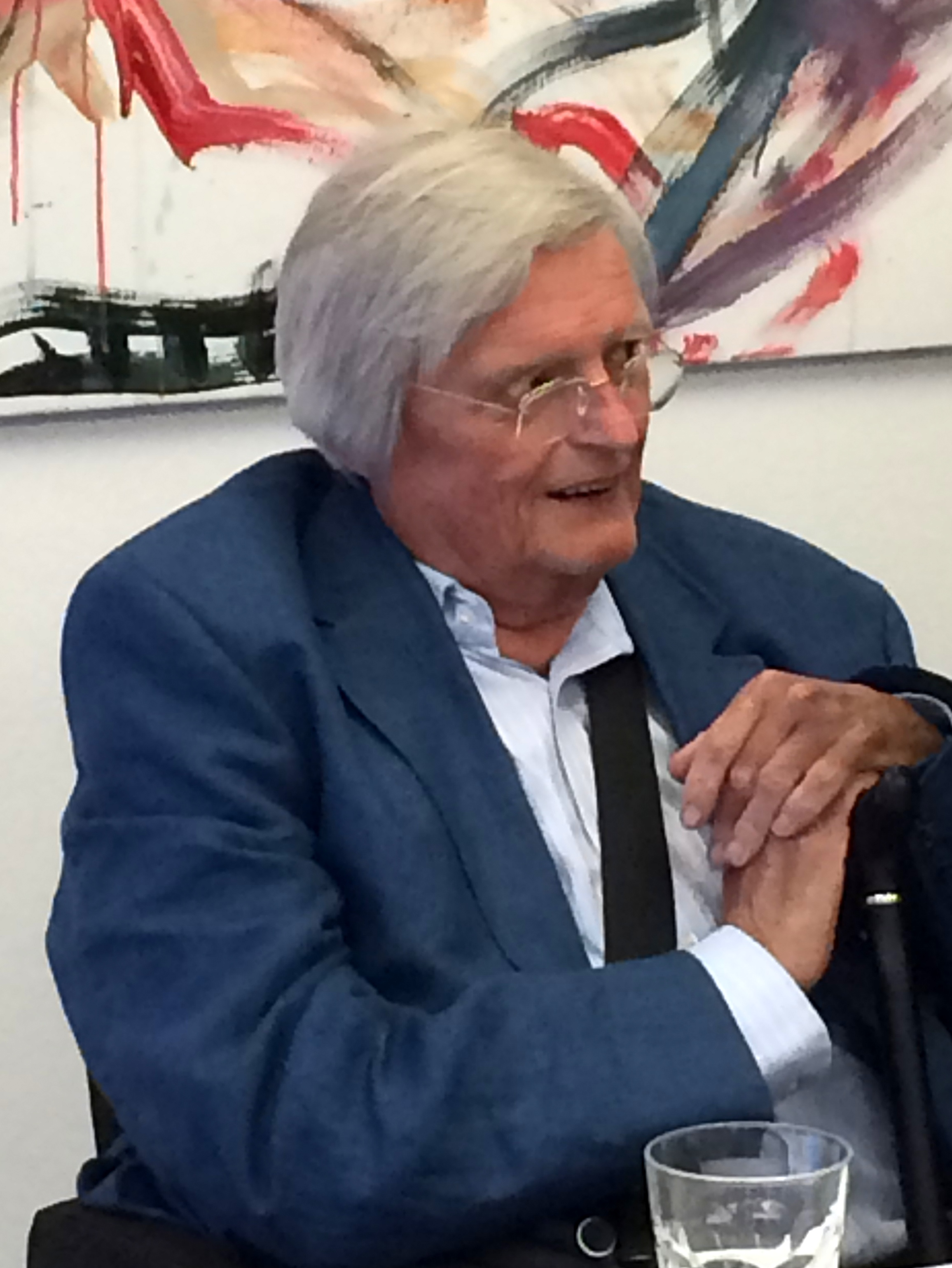
24. September: Herwig Zens
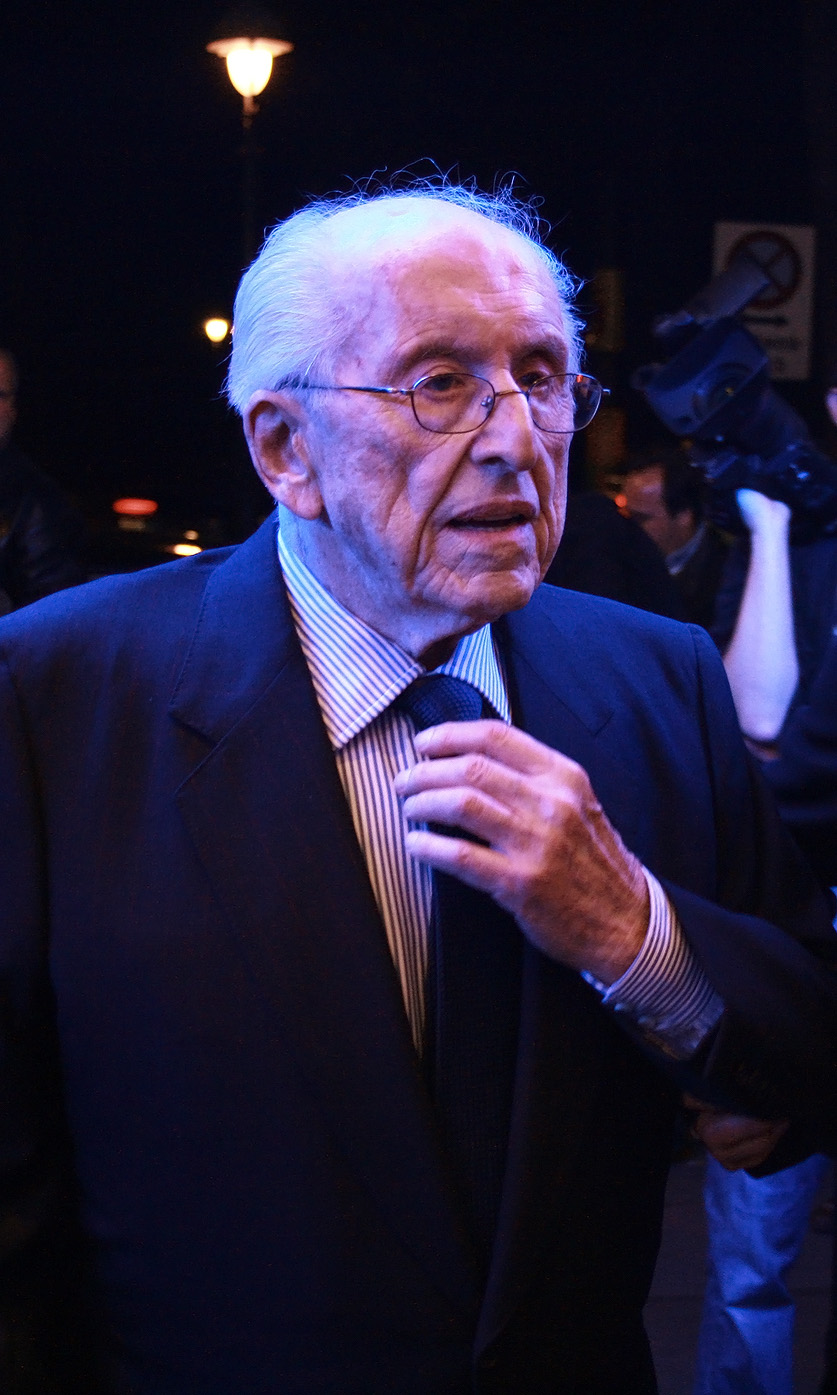
1. Oktober: Eric Pleskow
16. Oktober: Senta Kapoun
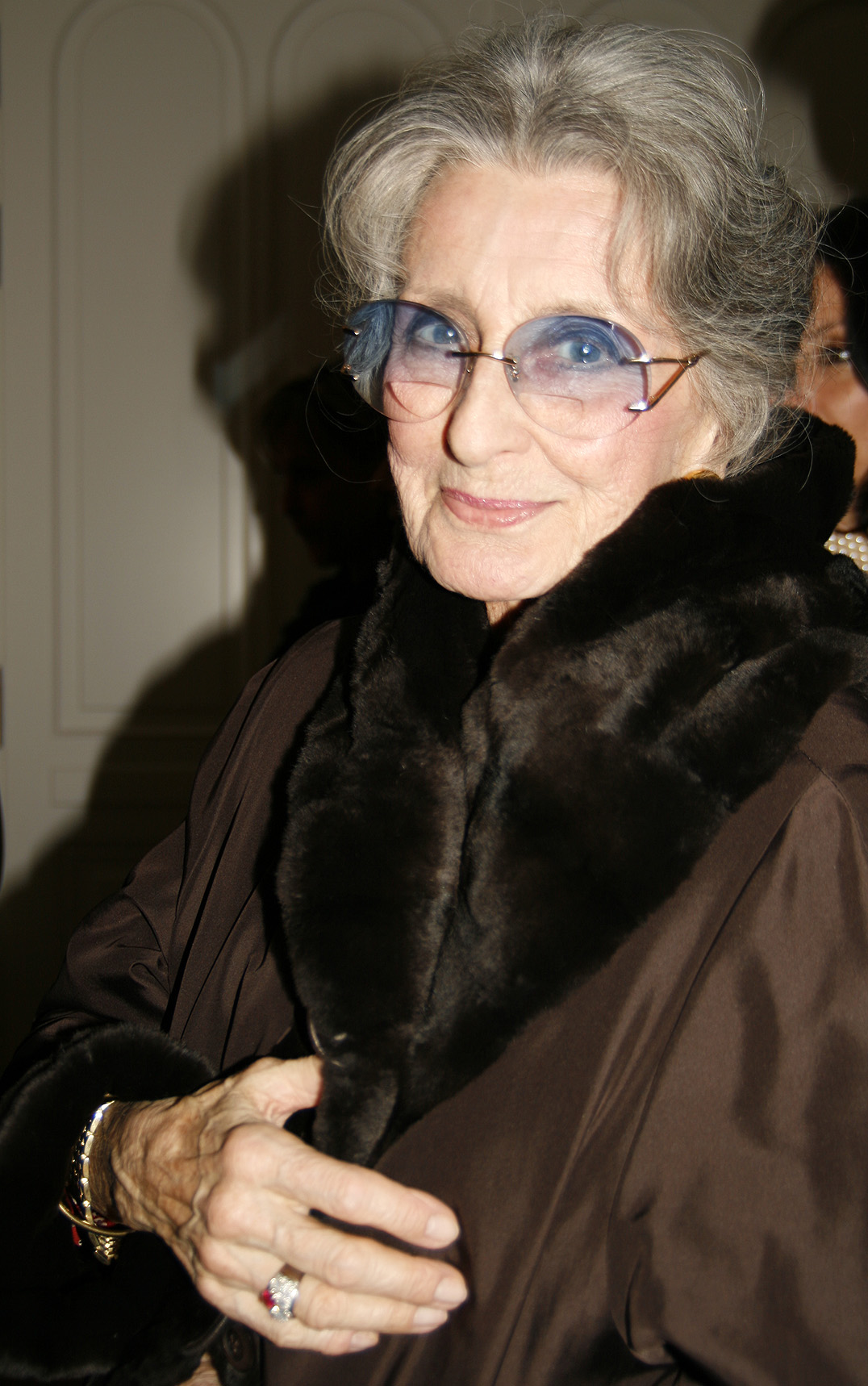
19. Oktober: Lotte Tobisch
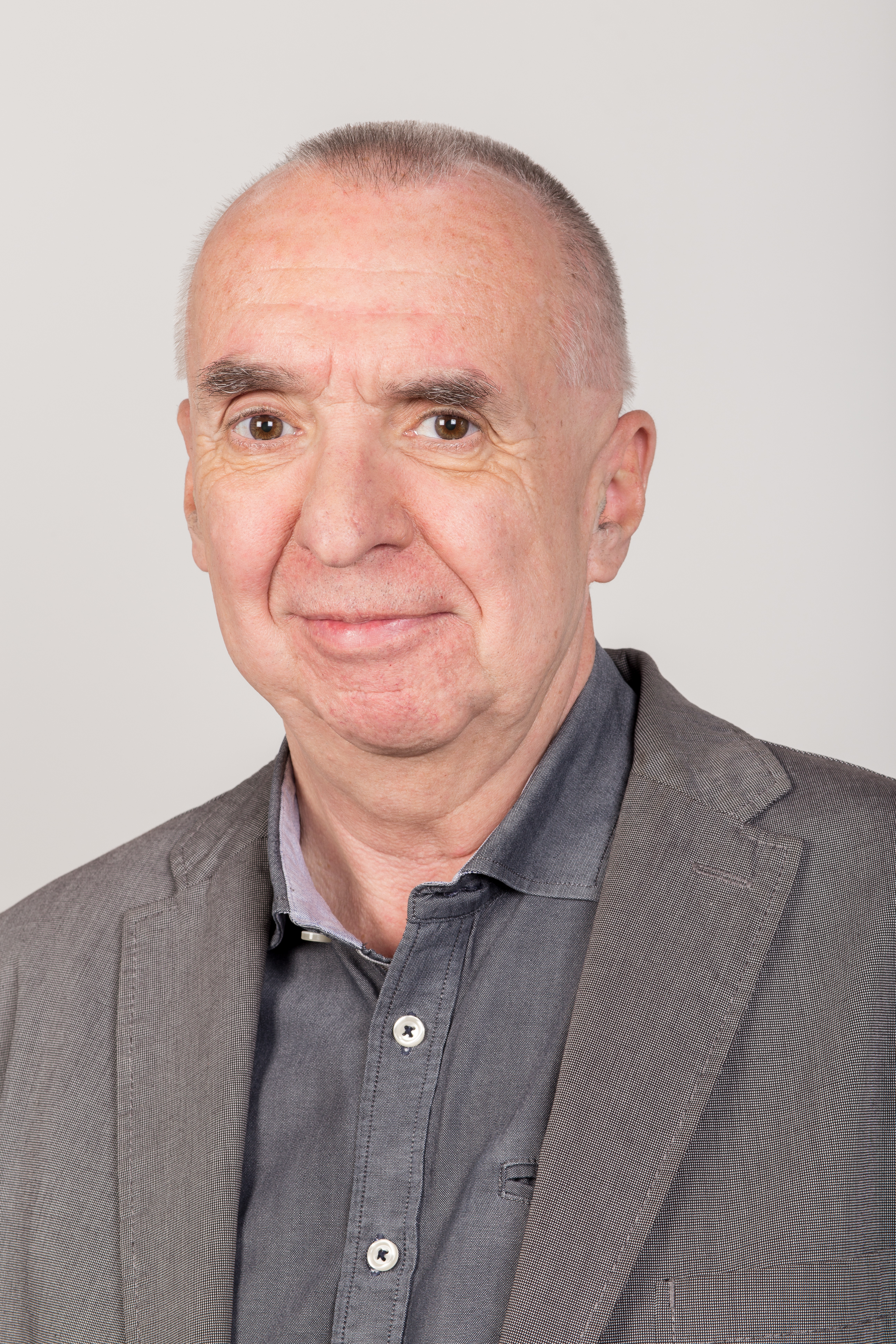
2. November: Gustav Deutsch
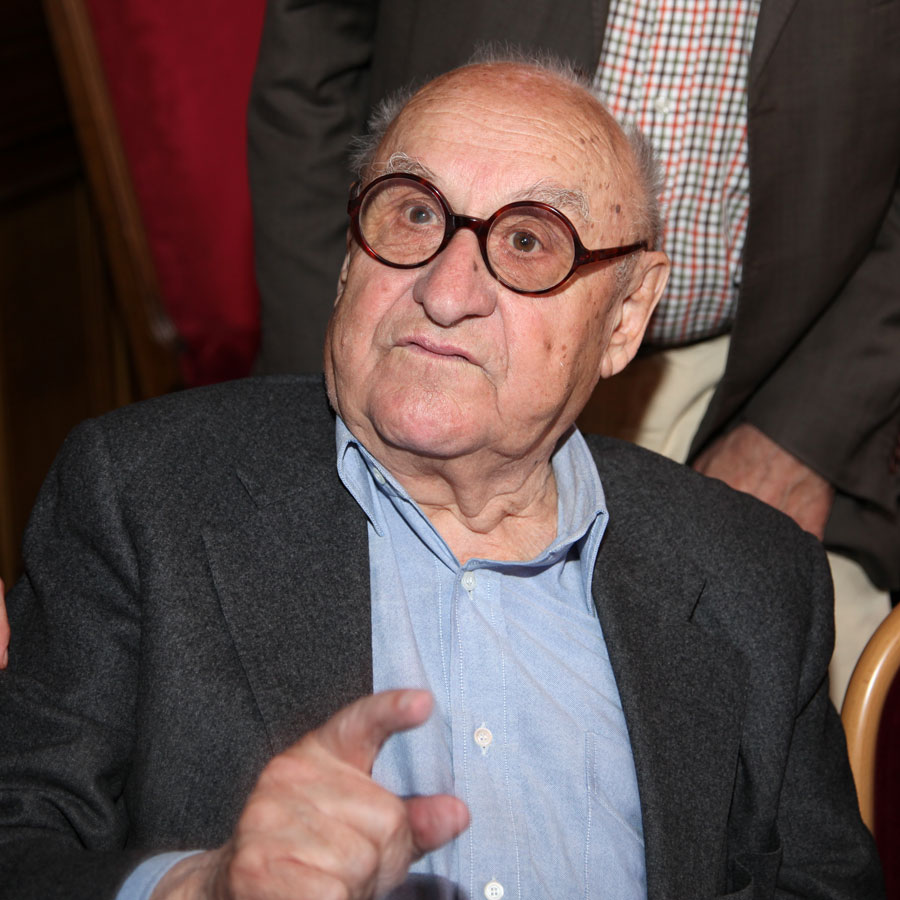
17. November: Gustav Peichl
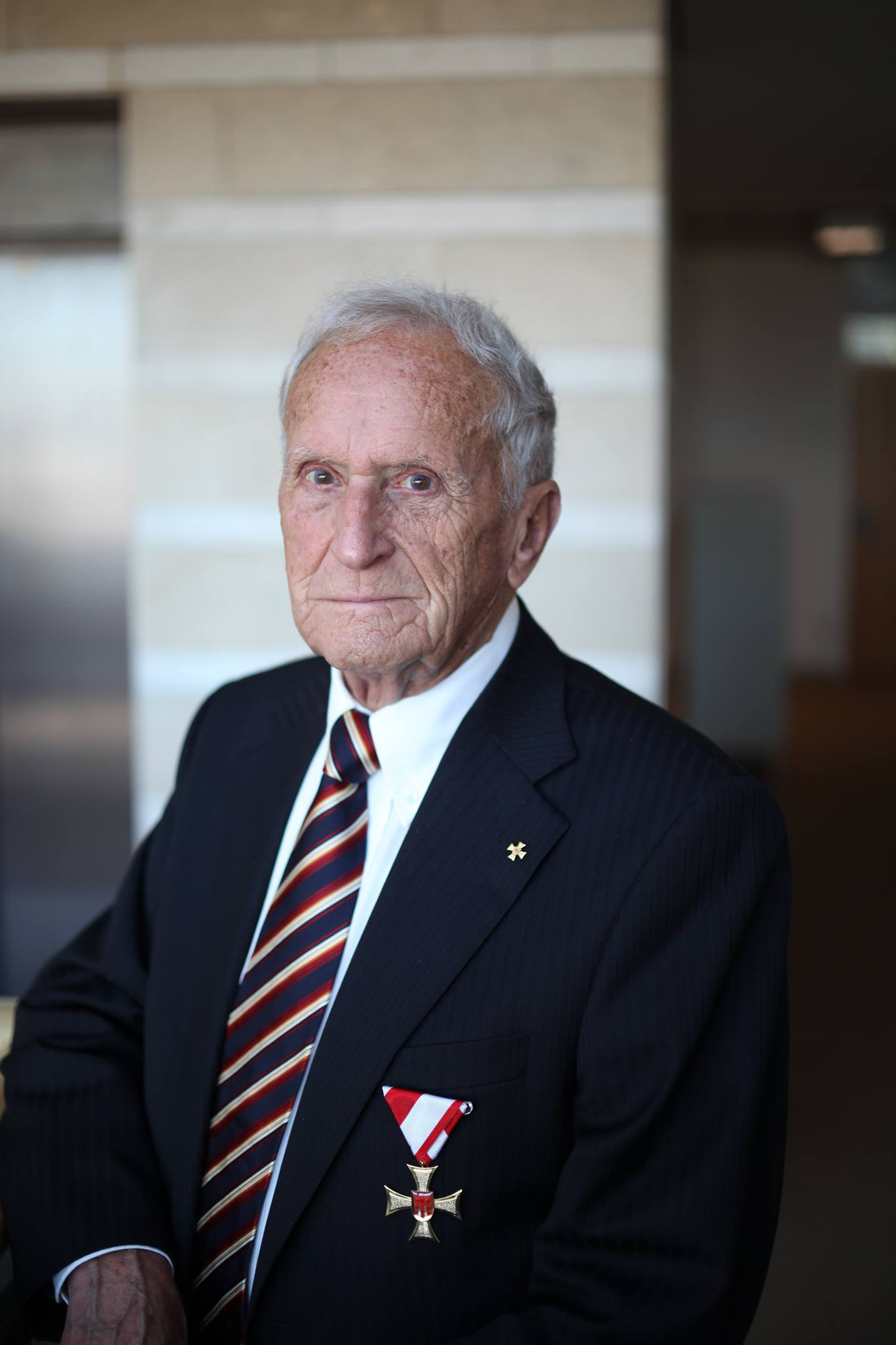
17. November: Edwin Oberhauser
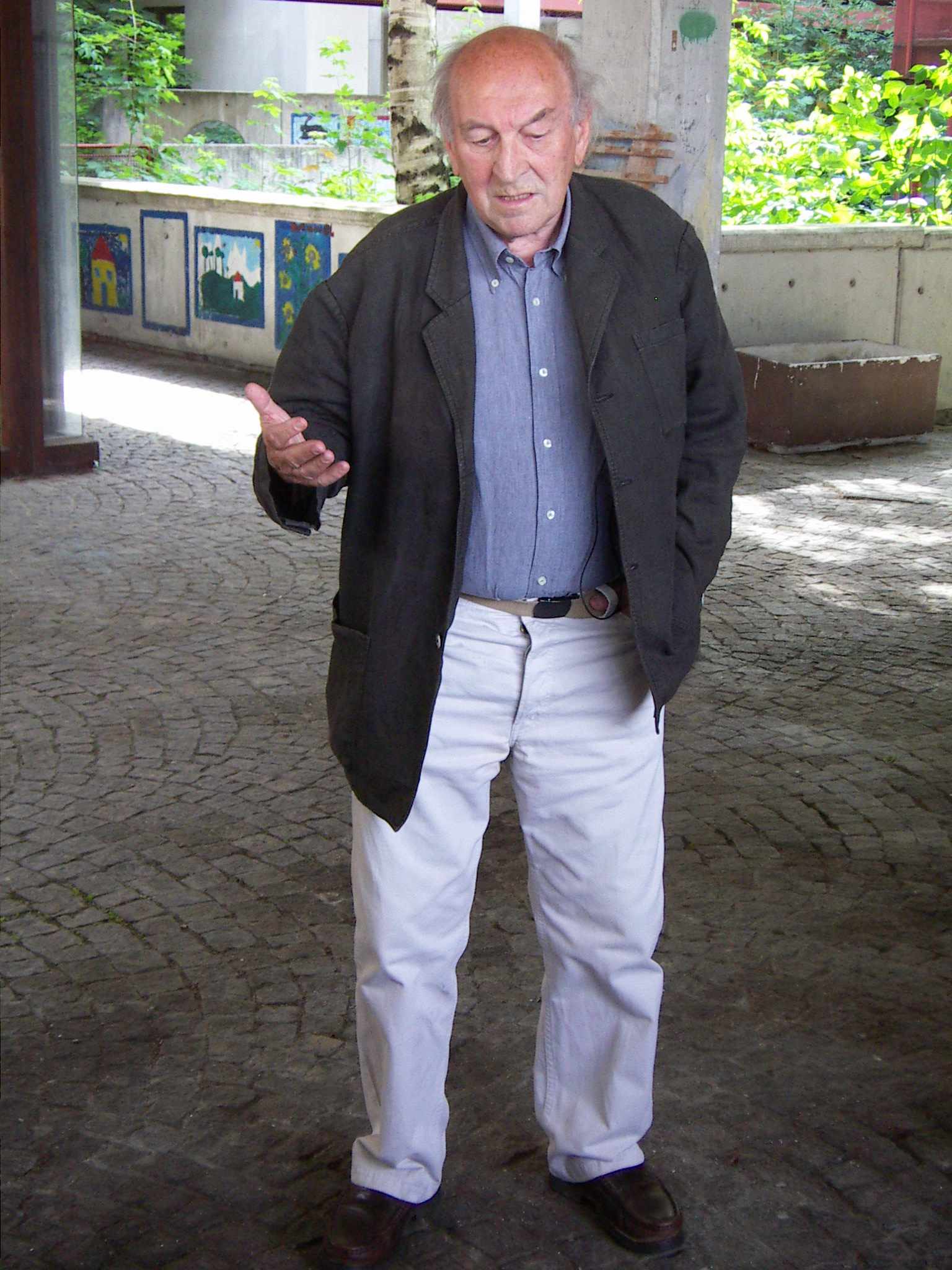
20. Dezember: Anton Schweighofer